# Williams F1
La Williams F1 è una scuderia britannica di Formula 1 con sede a Grove, fondata nel 1977 da Sir Frank Williams e da Sir Patrick Head. Dal 2025 viene iscritta al campionato mondiale di Formula 1 con il nome di Atlassian Williams Racing, per motivi di sponsorizzazione.
Quarta scuderia nella storia per numero di successi, vanta un totale di sedici titoli mondiali, nove costruttori e sette piloti. Il 21 agosto 2020 viene venduta ufficialmente al fondo di investimento statunitense Dorilton Capital.

## Storia

### Periodo Ford (1977-1983)

#### Le precedenti esperienze di Frank Williams
Frank Williams iniziò la sua carriera come pilota automobilistico negli anni 1960, ma accortosi di non avere il necessario talento, fondò una sua prima scuderia, la Frank Williams Racing Cars, che nel 1976 fu però acquisita dalla Walter Wolf Racing.

#### I primi anni

##### 1977: la nascita della Williams
Frank Williams abbandonò così il precedente team e fondò, insieme a Patrick Head, una nuova scuderia, la Williams GP Engineering, che schierò la March 761 per il 1977. L'unico pilota fu Patrick Nève che prese il via ad otto gare a partire dal Gran Premio di Spagna. Il team non ottenne punti in classifica con il 7º posto a Monza come miglior risultato.

##### 1978

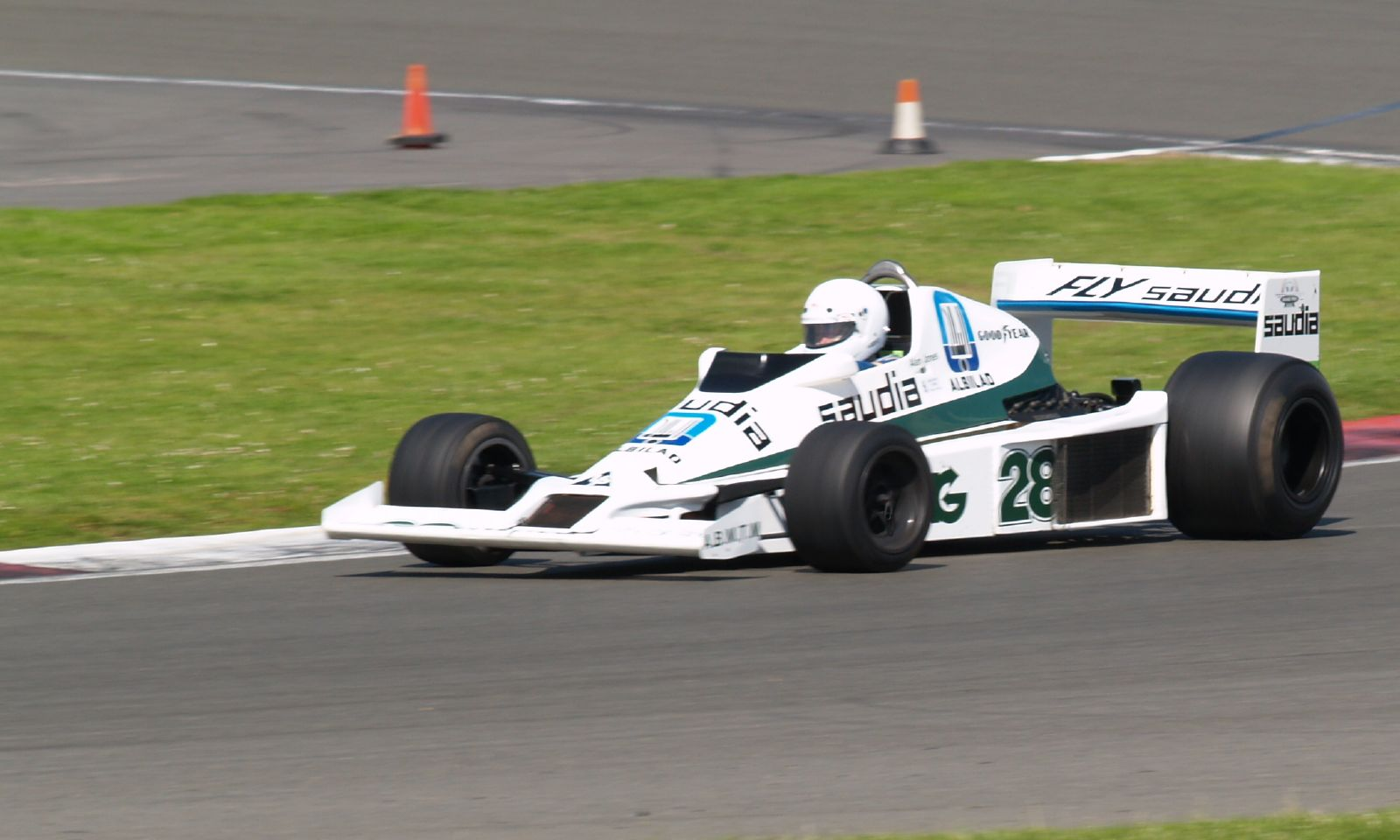
La Williams FW06 del 1978 ripresa nel 2007

Nel 1978 grazie anche alla sponsorizzazione di alcuni facoltosi sponsor dell'Arabia Saudita, Patrick Head disegnò la sua prima Williams: la FW06. Pilota era l'australiano Alan Jones, che aveva vinto il Gran Premio d'Austria l'anno prima con la Shadow. L'esordio avvenne al Gran Premio d'Argentina, dove Jones qualificò la Williams in 14ª posizione, ritirandosi per problemi di pescaggio del combustibile al 36º giro. Già al terzo round, il Gran Premio del Sudafrica, ottenne i suoi primi punti con un ottimo 4º posto. Al Gran Premio degli Stati Uniti-Est a Watkins Glen Jones arrivò secondo e diede al nuovo team il suo primo podio e il secondo giro record in gara dell'anno. La Williams chiuse il mondiale costruttori al 10º posto grazie agli 11 punti di Jones che finì 12º in quella piloti.

##### 1979
Head disegnò la nuova vettura la Williams FW07 per il 1979: si trattava della sua prima vettura a sfruttare l'effetto suolo, soluzione aerodinamica costruttiva introdotta da Colin Chapman della Lotus campione del Mondo in carica. Williams iscrisse una seconda vettura, in modo da avere i benefici previsti dalla Formula One Constructors Association (FOCA) e a Jones fu affiancato lo svizzero Clay Regazzoni. Le prime gare vennero comunque disputate con la vettura del 1978, la FW06, mentre la FW07 esordì all'avvio della stagione europea, al Gran Premio di Spagna. Alla settima gara stagionale, arrivò il primo piazzamento a punti per la nuova vettura: Regazzoni terminò secondo al Gran Premio di Monaco a meno di un secondo da Jody Scheckter. Nel Gran Premio di Francia, rimasto famoso per la prima vittoria di una vettura a motore turbo e per il duello tra René Arnoux e Gilles Villeneuve, entrambe le vetture per la prima volta finirono a punti. Finalmente al Gran Premio di Gran Bretagna, Regazzoni vinse con 25 secondi di vantaggio sul secondo e si portò al sesto posto in classifica a -16 da Jody Scheckter. Al Gran Premio di Germania le Williams ottennero la prima doppietta con Jones primo e Regazzoni secondo, consentendo allo svizzero di ridurre ulteriormente il divario in classifica e di mettere Scheckter sempre più nel mirino. In Austria Jones ottenne un terzo successo e un quarto arrivò, sempre con il pilota australiano a Zandvoort, in Olanda che lo fece salire terzo a -10. Un quinto successo arrivò a fine stagione in Canada sempre con Jones dove ottenne anche pole position e giro più veloce. La Williams conquistò il secondo posto nel mondiale costruttori e Jones terminò terzo nel mondiale con 75 punti dietro alle due Ferrari di Scheckter e Villeneuve. Da segnalare che sino al 1983 i piloti Williams per volontà degli sponsor sauditi e dunque di ispirazione religiosa islamica, non festeggiavano sul podio con il classico "magnum" di Champagne.

#### Il primo dominio

##### 1980
Ancora con la FW07, nel 1980 Jones riuscì a conquistare il titolo piloti, dopo un lungo testa a testa con Nelson Piquet. Alan Jones fu affiancato dall'argentino Carlos Reutemann. Jones si aggiudicò subito la pole al Gran Premio d'Argentina e dominò la gara fino alla fine ottenendo anche il giro più veloce, e si aggiudicò altre 4 gare (Francia, Gran Bretagna, Canada e USA-Est). Nelle prime gare gli avversari più pericolosi furono René Arnoux e Nelson Piquet che vinsero le successive tre corse e si portarono in testa al mondiale a +5 da Jones. A Monte Carlo Reutemann centrò il secondo successo dell'anno per il team, e nelle due gare dopo fu Jones a vincere scavalcando in testa alla classifica Piquet. Il brasiliano rimase l'unico avversario di Jones e dopo la vittoria al Gran Premio d'Italia al volante della sua Brabham si rimise primo con un solo punto di vantaggio mentre la Williams si laureò campione del Mondo per la prima volta nella sua storia. A Montréal Jones piegò la resistenza di Piquet e vinse il titolo mondiale dopo aver chiuso la gara con una doppietta, il brasiliano finì l'anno comunque secondo a -13. Jones si aggiudicò anche il Gran Premio di Spagna, la cui validità per il mondiale venne annullata a causa della guerra di potere che vedeva contrapposte la FISA (federazione internazionale dell'automobilismo, a cui facevano capo le squadre "legaliste" quali Ferrari, Renault, Alfa Romeo) e la FOCA (associazione dei costruttori, a cui appartenevano appunto la Williams, la Brabham e molti teams medio-piccoli, quasi tutti inglesi), mettendo in mostra la netta superiorità della sua Williams che chiuse il campionato costruttori con 120 punti, quasi il doppio rispetto a quelli della Ligier seconda classificata.

##### 1981

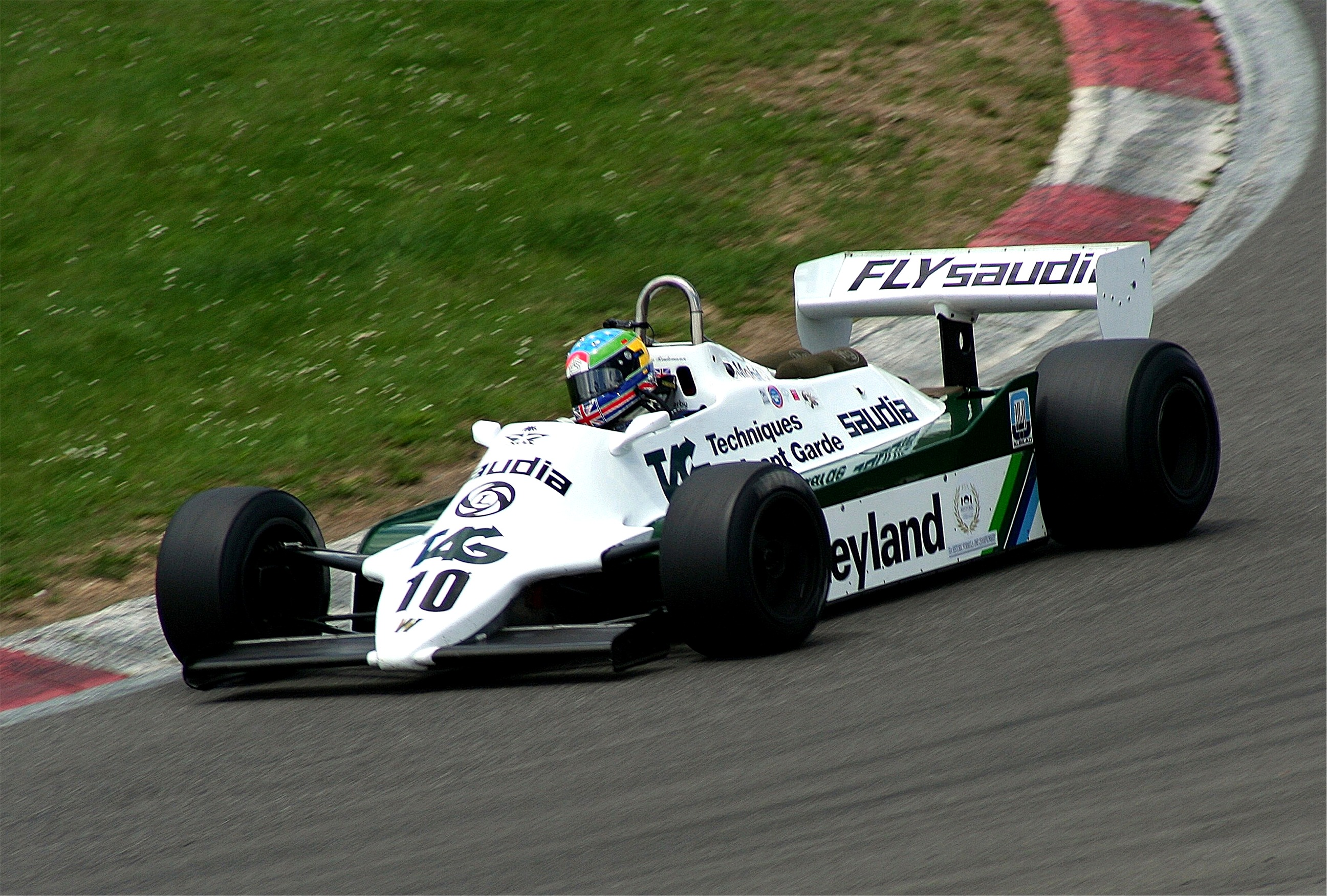
La Williams FW07C del 1981 ripresa nel 2007

Nel 1981 la Williams presentò una versione evoluta della FW07, ma senza particolari novità. Carlos Reutemann perse incredibilmente il titolo, superato all'ultima gara da Nelson Piquet, molti ritennero che fu il cruento duello con Jones ad avvantaggiare il brasiliano della Brabham nella vittoria finale. Già nelle prime due gare dell'anno la Williams tirò fuori i muscoli chiudendo con due doppiette, e facendo subito capire di voler bissare i successi dell'anno precedente. In Argentina e San Marino vinse Piquet che si mise in scia a Reutemann a -3 punti. Reutemann si aggiudicò le gare in Brasile e Belgio, ma soprattutto inanellò una serie di risultati utili consecutivi che lo mantenne in testa per tutto l'anno. Jones si aggiudicò la prima gara (USA-West) e l'ultima a Las Vegas ma non riuscì mai a scavalcare il suo compagno in classifica. Proprio questa gara costò a Reutemann il titolo: l'argentino si presentò al via della gara in testa al mondiale con 49 punti a +1 e +6 su Piquet e Laffite, ma dopo essere scattato dalla pole venne subito superato da Alan Jones che vinse la corsa, a Piquet bastò arrivare quinto per vincere il titolo. L'argentino accusò il team di non averlo aiutato lasciando a Jones libertà di fare la sua gara e di aver sbagliato il cambio gomme. A dire il vero Reutemann aveva vinto anche il Gran Premio del Sudafrica non valido per il mondiale. La Williams poté comunque consolarsi con la vittoria del campionato costruttori.

##### 1982

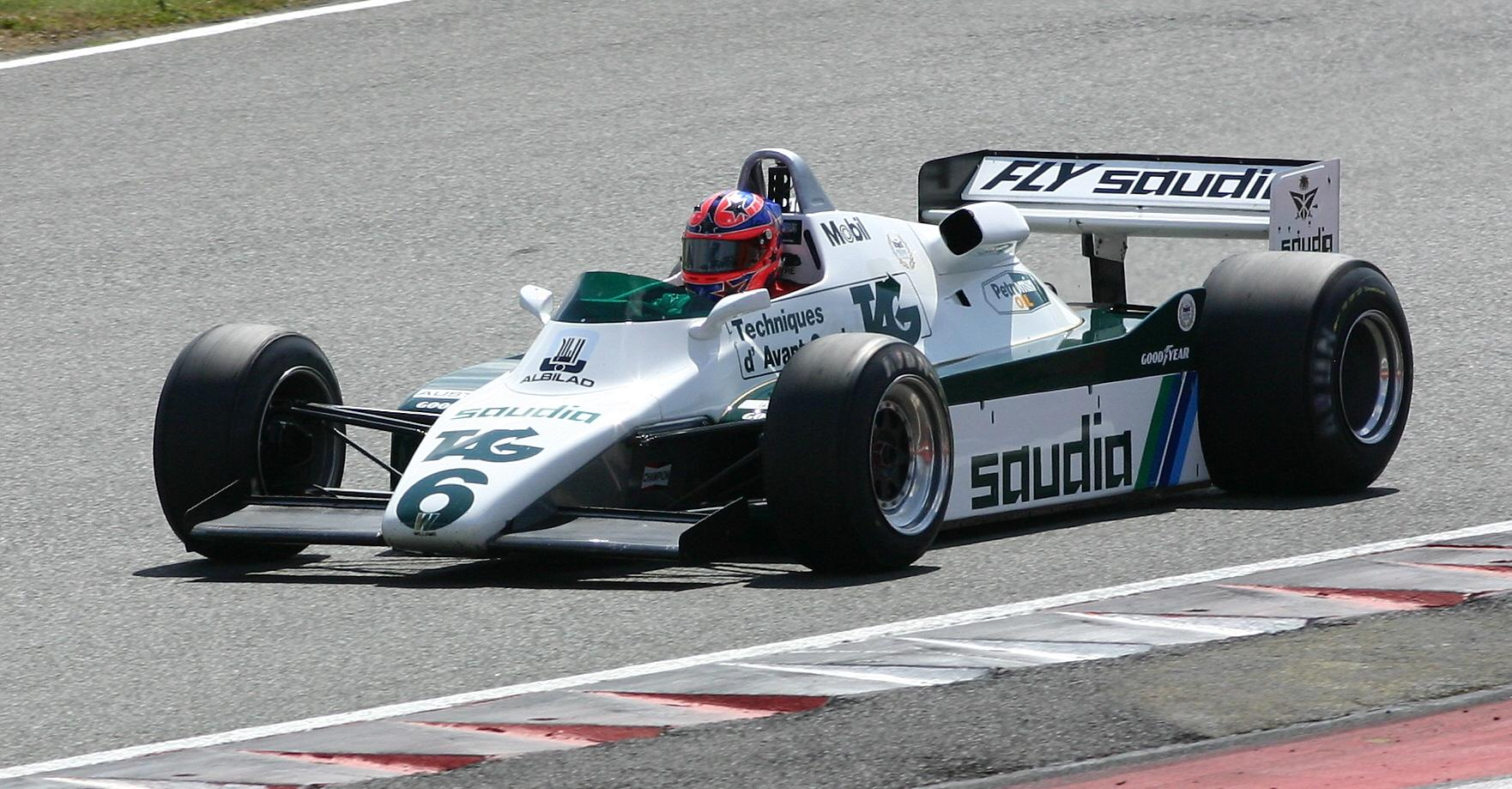
La Williams FW08 del 1982 ripresa nel 2008

La FW07 palesò nelle ultime gare i limiti di un progetto di 3 anni prima e Head progettò una nuova vettura per il 1982, la FW08, e nel mentre si preparava la nuova vettura, in casa Williams si cominciava a lavorare pure su un progetto di vettura a 4 ruote motrici sul posteriore, adattando una FW07C e testandola con Alan Jones e Jonathan Palmer, progetto che doveva avere sbocco per l'inizio del 1983.
La nuova vettura esordì nel Gran Premio di San Marino, permettendo a Keke Rosberg (che sostituì Jones) di vincere il mondiale anche per la sfortuna che colpì il pilota della Ferrari e leader del mondiale, Didier Pironi vittima di un grave incidente che ne stroncò la carriera. Seconda guida fu Derek Daly: il pilota irlandese sostituì Reutemann dopo che l'argentino, deluso dai fatti dell'anno prima aveva palesato propositi di ritiro, ma aveva accettato di disputare due corse per compiacere gli sponsor. Sulla vettura di Reutemann era salito nel terzo gran premio anche Mario Andretti. Dopo le prime tre gare era Alain Prost a guidare la classifica con la sua Renault turbo davanti a Niki Lauda rientrato quell'anno con la McLaren. Nelle gare successive il francese fu superato in classifica dal duo Watson-Pironi con Rosberg quarto a stretto contatto, il francese della Ferrari però fu costretto ad abbandonare il campionato dopo il gravissimo incidente nella prove del Gran Premio di Germania quando aveva 16 punti di più di Rosberg quinto. Il finlandese vinse un solo gran premio a Digione (Gran Premio della Svizzera) e grazie a 19 punti conquistati in tre gare balzò al comando del mondiale a +3 sul ritirato Pironi che chiuse comunque secondo, riuscendo a vincere il mondiale con soli 44 punti, record tuttora imbattuto. La Williams, nonostante la vittoria del titolo piloti, arrivò appena quarta nel mondiale costruttori, con 58 punti. Verso la fine della stagione, Frank Williams si rese conto che per competere ai massimi livelli aveva bisogno del sostegno di un grande costruttore, come Renault o BMW, che avrebbero potuto fornire la sua squadra con un motore turbo.

### Periodo Honda (1983-1987)

#### Fase di assestamento

##### 1983
Se nel 1982, l'affidabilità permise di competere con i motori turbo ben più potenti, nel 1983 divenne impossibile competere. La Williams concluse i test di sviluppo di una vettura a quattro ruote motrici posteriori e dopo aver lavorato per tutto il 1982 con una Williams FW07C modificata (FW07D) si apprestò a iniziare il mondiale con una evoluzione della vettura del 1982, la FW08B dotata di quattro ruote motrici posteriori. L'improvviso cambio di regolamenti che vietavano le vetture ad effetto suolo e nel contempo le vetture con più di quattro ruote, costrinse la Williams a schierare un semplice adattamento alla vettura dell'anno precedente, la FW08C (adattamento della precedente al nuovo regolamento che abolisce le vetture a effetto suolo), che portò solo una vittoria a Monte Carlo con Rosberg, grazie ad un'indovinata scelta di gomme e la Race of Champions. Frank Williams guardò con interesse verso la Honda, che stava sviluppando un proprio motore turbo per rientrare in Formula 1 (fatto esordire sulle Spirit). Un accordo tra Honda e Williams fu finalmente trovato all'inizio del 1983 per la stagione successiva per utilizzare i propulsori V6 turbo. L'esordio fu anticipato all'ultima gara del 1983 e, malgrado una preparazione affrettata della nuova vettura FW09, Rosberg giunse quinto in Sudafrica. Nella seconda parte di stagione le prestazioni peggiorarono e Keke Rosberg perse progressivamente terreno chiudendo quinto senza ottenere punti per sei corse consecutive, Jacques Laffite subì anche l'onta di due non qualificazioni. Nel Gran Premio d'Europa viene schierata una terza macchina affidata al collaudatore Jonathan Palmer. La scuderia confermò il 4º posto nei costruttori con soli 36 punti.

##### 1984
Il 1984 non fu felice, soprattutto a causa del telaio della FW09, ancora in gran parte realizzato in alluminio, mentre la concorrenza ormai si è votata al telaio in fibra di carbonio. Rosberg arrivò secondo nella gara inaugurale in Brasile dietro alla McLaren di Prost, ma nel corso della stagione non diede mai l'impressione di poter combattere per le posizioni di testa. Il finnico colse un solo successo in una rocambolesca gara nel Gran Premio di Dallas, unica edizione di quel Gran Premio. Il team scivolò addirittura al 6º posto in classifica costruttori con 25,5 punti.

##### 1985

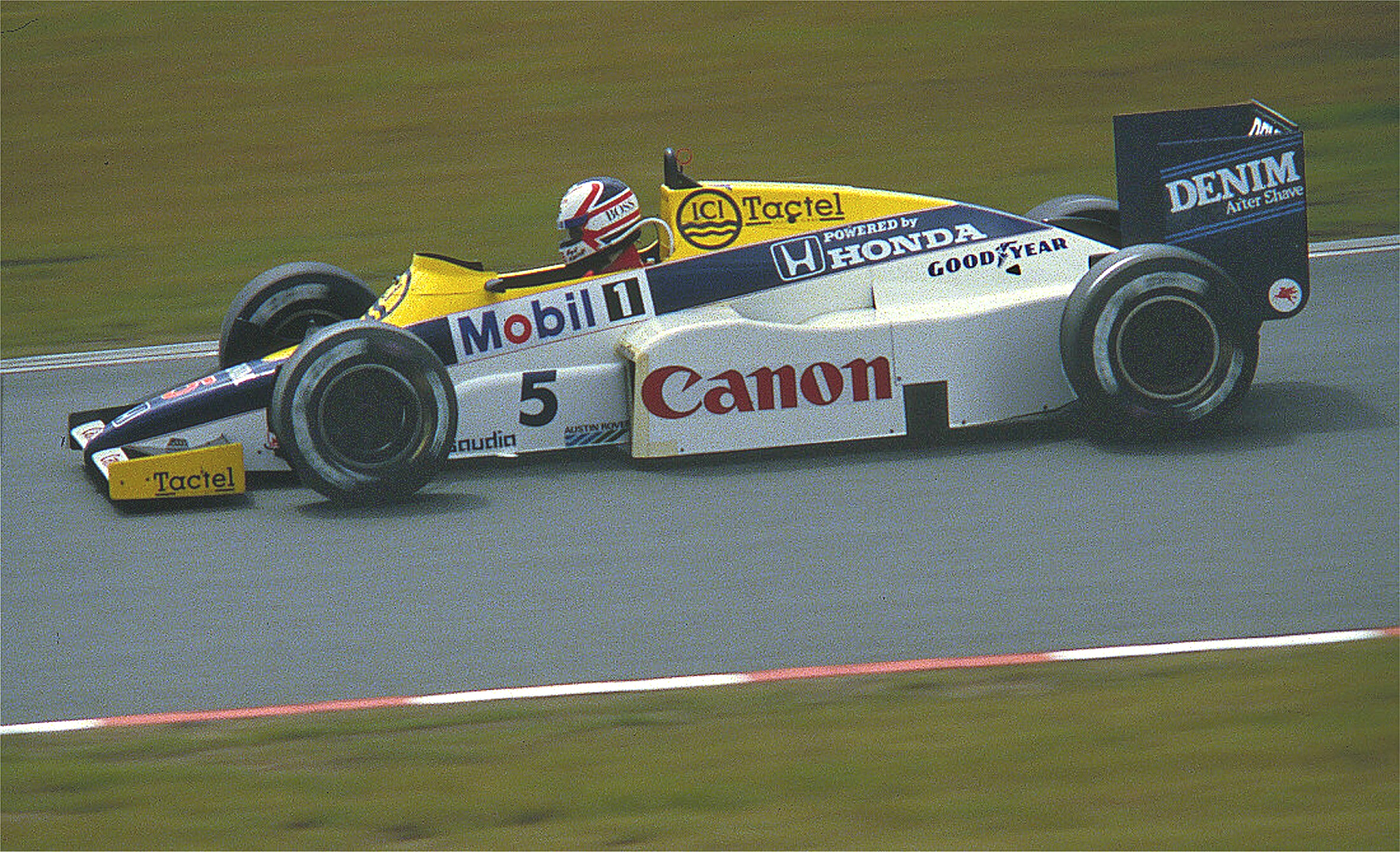
Mansell sulla Williams FW10 (1985)

Nel 1985 al posto di Laffite arrivò Nigel Mansell. Dopo un inizio di stagione incerto, la nuova FW10, costruita con un telaio in fibra di carbonio come quello della McLaren che aveva vinto il titolo l'anno prima, portò quattro successi, due con Rosberg e due con Mansell. L'inizio della stagione fu molto difficoltoso, al Gran Premio del Portogallo Mansell raccolse i primi due punti della squadra, per vedere una Williams sul podio dovette attendere altre quattro gare al Gran Premio degli Stati Uniti con Rosberg vincitore. Verso la fine dell'anno, con Rosberg e Mansell ormai fuori dalla corsa per il titolo, le due Williams raccolsero sei podi, con le vittorie di Mansell in Europa e Sudafrica (dove ottenne anche la pole position) e quella di Rosberg in Australia, l'inglese terminò il campionato al sesto posto, mentre Rosberg fu terzo, con la squadra che salì al terzo posto in classifica costruttori. Ad impressionare fu la facilità con cui le vetture spinte dal nuovo turbo Honda dominarono gli ultimi 3 GP disputati su circuiti molto diversi tra loro.

#### Nuovo dominio e altri tre titoli

##### 1986
Al posto di Rosberg arrivò Nelson Piquet per la stagione 1986 con il compito di vincere il mondiale. A marzo Frank Williams dovette affrontare la sfida più dura della sua vita. Mentre tornava dall'aeroporto di Nizza fu vittima di un grave incidente automobilistico, che lo costrinse per sempre su una sedia a rotelle e lo tenne lontano dai circuiti per tutto l'anno, con evidenti ripercussioni sulla gestione della squadra. Nelson Piquet vinse la prima gara in Brasile, ma le prestazioni opache dei successivi tre round permisero ad Alain Prost di andare in testa al mondiale a +3 da Ayrton Senna e +7 da Piquet, in Belgio e Canada vinse Mansell che si mise secondo a -2 da Prost, l'inglese mise insieme altri venti punti nelle successive tre corse (con le vittorie in Francia e Gran Bretagna) balzando in testa alla classifica e stravolgendo le gerarchie del team secondo cui Mansell avrebbe dovuto essere il "gregario" di Piquet. Fu proprio il brasiliano ad approfittare maggiormente di un periodo di magra del suo compagno vincendo i GP di Germania, Ungheria e Italia, ma le vittorie di Prost in Austria e di Mansell in Portogallo, resero decisivo l'ultimo gran premio. Il titolo di Nigel Mansell sfuggì in Australia quando sembrava ormai certo, a causa di problemi alle gomme, con Prost che beffò i due piloti Williams pur avendo una macchina inferiore. La sconfitta fu incredibile, se si considera che le FW11 vinsero largamente il mondiale costruttori con ben 9 vittorie nei Gran Premi.

##### 1987

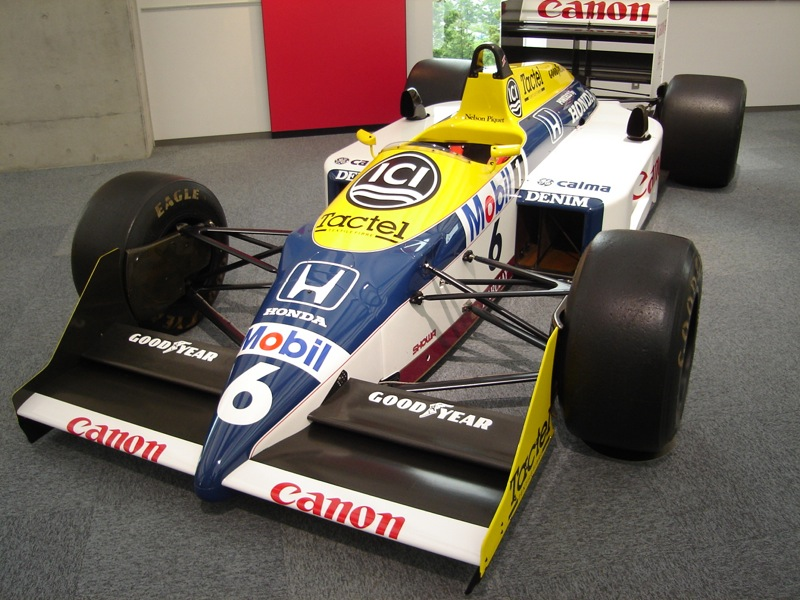
La Williams-Honda FW11B di Piquet del 1987

Nella stagione 1987 Frank Williams tornò a dirigere attivamente la scuderia, che dominò tutta la stagione; il mondiale si decise nelle ultime gare con una lotta interna tra i due piloti Williams. Dopo le prime cinque gare al comando della classifica c'erano Senna e Prost con due vittorie a testa, Mansell che vinse le due gare successive in Francia e Gran Bretagna si portò dal quinto al secondo posto a -1 dal brasiliano della Lotus. I due piloti Williams con le successive vittorie in Germania, Ungheria, Austria e Italia chiusero una striscia di sei vittorie consecutive al quale si sommarono ben nove pole position su nove gare. Piquet, leader della classifica con 63 punti era a +14 su un sempre più sorprendente Senna e a +20 da Mansell che lasciò troppi punti per strada a causa di errori e guasti della vettura, l'inglese che si dimostrò in più di un'occasione più forte del suo compagno vinse a Jerez e in Messico portandosi a -12. A Suzuka in Giappone Mansell fu vittima di un terribile incidente nelle prove libere che gli impedì di correre le ultime due corse, e permise a Piquet di vincere il suo terzo titolo. In Australia Mansell fu sostituito da Riccardo Patrese. La Williams chiuse con 9 vittorie e 137 punti che gli valsero la vittoria del campionato costruttori per il secondo anno di fila.

### Parentesi con i motori Judd (1988)
La Honda però aveva deciso di abbandonare la Williams: tra i motivi, gli errori che costarono il titolo 1986 e il dubbio che fosse possibile per Frank Williams seguire in modo efficace la scuderia, viste le sue condizioni fisiche.

#### Un anno negativo

##### 1988

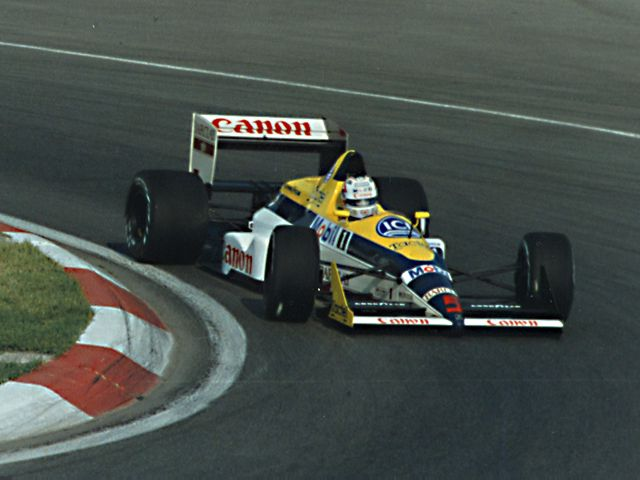
Mansell sulla FW12 (1988)

Piquet se ne andò alla Lotus e venne sostituito da Riccardo Patrese. Si prospettò dunque un anno di transizione il 1988. La coppia Mansell-Patrese fu affiatata e fu una garanzia di esperienza, affidabilità e grinta, ma furono i motori a non essere competitivi. A titolo di risarcimento per la rottura del contratto, la Honda "pagò" i motori aspirati Judd V8 (derivati da un vecchio progetto Honda del 1982, quando la casa nipponica stava valutando se entrare in Formula 1 con motori turbo o aspirati), motori che mancavano di potenza rispetto ai motori turbo (all'ultimo anno in Formula 1) e anche meno affidabili rispetto ai vecchi motori Cosworth della Tyrrell. Nel frattempo la Williams si accordò per il 1989 con la Renault, che rientrò così nel circus. La vettura è la FW12 che malgrado i limiti del motore parve valida, tanto che l'anno dopo, adattata ai motori Renault, fu in grado di vincere delle gare. Mansell riuscì a giungere secondo in Gran Bretagna e Spagna; durante la stagione l'inglese ebbe dei problemi fisici e lasciò per due gare la sua vettura a Martin Brundle e Jean-Louis Schlesser. La scuderia precipitò al settimo posto nei costruttori con appena 20 punti.

### Periodo Renault e il dominio degli anni '90 (1989-1997)
La scuderia si è assicurata una fornitura d'alto livello dalla Renault per il 1989. La collaborazione in nove stagioni porterà a vincere quattro titoli piloti e cinque titoli costruttori tra il 1992 e il 1997. La combinazione tra la potenza del motore Renault e le innovazioni telaistiche portate da Adrian Newey (Head resta come direttore tecnico sportivo) condurranno in pochi anni a vittorie schiaccianti e sovente con largo anticipo. Alcuni ritengono che le Williams FW14B e FW15C "furono le più avanzate auto che avessero mai corso in Formula 1".

#### L'immediato riscatto

##### 1989
L'era Renault inizia nel 1989, con i piloti Riccardo Patrese e Thierry Boutsen (Mansell è passato alla Ferrari). La vettura è quella dell'anno precedente, opportunamente adattata e denominata FW12C. Il Gran Premio del Brasile è disastroso con entrambe le vetture ritirate per problemi al motore. Il successivo Gran Premio di San Marino porta i primi punti con un quarto posto. Altre due gare e al Gran Premio del Messico, il team ottiene il primo podio con Patrese che termina secondo a 15 secondi da Ayrton Senna. Dopo il secondo posto nella successiva gara americana, nel Gran Premio del Canada, sotto la pioggia, Boutsen regala alla Williams e alla Renault la prima vittoria con Patrese termina secondo. Grazie ad un altro successo di Boutsen nella gara conclusiva in Australia, la Williams chiude seconda dietro alla McLaren nel mondiale costruttori e Patrese finisce 3º nel mondiale piloti.

##### 1990
Nel 1990 Patrese e Boutsen rimangono come piloti. Malgrado il successo di Patrese nel Gran Premio di San Marino e di Boutsen al Gran Premio d'Ungheria, la stagione segnala un regresso con 20 punti in meno e solo il quarto posto nel mondiale costruttori. La vettura è la FW13, già saltuariamente in pista nel 1989.

##### 1991

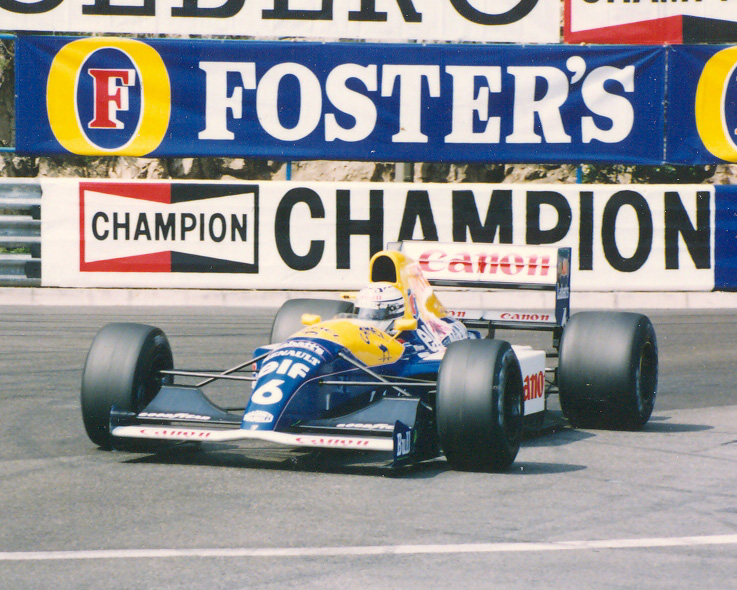
Patrese a Monte Carlo alla guida della FW14 (1991)

Boutsen lascia la scuderia per passare alle Ligier all'inizio del 1991. Gli subentra il rientrante Nigel Mansell affiancato da Patrese come seconda guida e da Damon Hill come collaudatore. L'inizio di stagione è travagliato, anche per problemi al cambio dell'innovativa FW14 che costringono entrambi i piloti al ritiro nel Gran Premio degli Stati Uniti. Nel secondo Gran Premio del Brasile, Patrese giunge secondo dietro il dominatore di inizio stagione, Ayrton Senna. Male va il Gran Premio di San Marino con un doppio ritiro, Mansell per incidente e Patrese per problemi elettrici. A Monaco Mansell finalmente finisce una gara a punti (secondo). I miglioramenti si fanno concreti e due gran premi dopo, Patrese centra il successo con Mansell secondo. Mansell vince in Francia e Gran Bretagna e Germania ed avvia una rimonta nella corsa al titolo. Quattro successi consecutivi per la Williams interrotti dal successo di Senna in Ungheria. Mansell si aggiudica anche i gran premi in Italia e in Spagna e sembra lanciato verso il titolo, ma in mezzo alle due gare vinte, nel Gran Premio del Portogallo, poi vinto da Patrese, Mansell in testa, perde une ruota mal fissata ripartendo dai box dopo un cambio delle gomme. Questo, insieme ad un ritiro in Giappone, costerà il campionato. La Williams finisce seconda nel mondiale costruttori, mentre Mansell secondo dietro Senna in quella piloti.

#### Nove titoli in sei stagioni

##### 1992
Confermati i piloti per il 1992, Mansell domina la stagione sin dal Gran Premio del Sudafrica, vinto agevolmente, davanti a Patrese. Mansell si aggiudica tutti e cinque i primi Gran Premi (Sudafrica, Messico, Brasile, Spagna e San Marino) con Patrese 4 volte secondo. Cinque vittorie consecutive ad inizio campionato sono un record. A Monaco la vittoria sfugge per una foratura di una gomma posteriore della vettura di Mansell a pochi giri dalla fine. Superato da Ayrton Senna, terminerà comunque secondo, a meno di 3 decimi dal brasiliano. La corsa di Mansell prosegue nelle gare successive con successi in Francia, Gran Bretagna, Germania, Portogallo. Ad esso si aggiunge il successo di Patrese in Giappone. La Williams diventa campione con 164 punti, 65 in più della McLaren, Mansell è campione del mondo con 108 punti contro i 56 del secondo che è proprio Patrese. Mansell, vincendo 9 gare in una stagione, stabilisce un altro record.

##### 1993
Già dall'autunno 1992 Alain Prost, reduce da un anno sabbatico, si aggiudica un posto in Williams per il 1993, anche grazie alle pressioni della Renault; Nigel Mansell lascia il team per le gare americane della IndyCar. Anche Patrese lascia il team e alla guida della seconda Williams viene chiamato il collaudatore Damon Hill.
La vettura per il 1993 comincia a girare già nell'estate 1992 con Hill (e dall'autunno anche con Prost); dotata di sofisticati congegni elettronici, come le sospensioni attive e il controllo elettronico della trazione, la FW15C sarà la dominatrice dell'anno. Prost vince al debutto in Sudafrica, ma sotto la pioggia non si trova a suo agio e viene surclassato da Senna nei due gran premi bagnati in Brasile e in Gran Bretagna a Donington Park. Il francese vincerà di nuovo a San Marino, e poi altre quattro corse consecutive tra Canada e Germania, che lo proiettano saldamente in testa alla classifica; dopodiché è la volta di Hill, che si aggiudica i tre gran premi successivi, l'ultimo dei quali in Italia, che rimarrà l'ultima vittoria della stagione. La Williams totalizza così 10 vittorie, 168 punti e 15 pole position su 16, confermandosi campione nei costruttori; Prost vince il titolo e decide di ritirarsi dalla Formula 1, anche perché Williams ha già ingaggiato Ayrton Senna per il 1994. Hill chiude terzo dietro proprio al brasiliano.

##### 1994

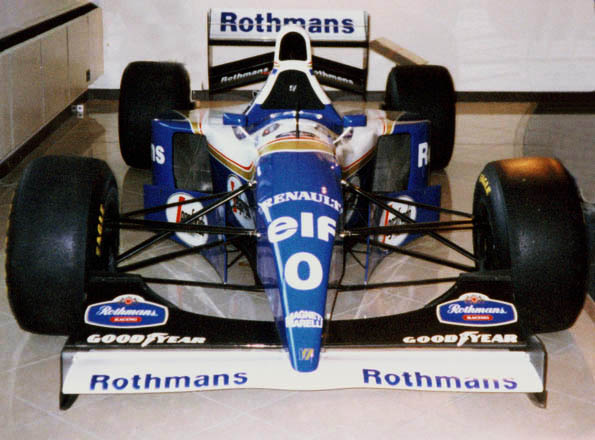
La Williams-Renault FW16 di Hill del 1994

Il 1994 sarà l'anno più tribolato per la Williams. L'accoppiata Senna-Williams è la favorita per il titolo.
La nuova vettura, la Williams FW16 denota durante i test d'inizio stagione dei problemi di guida. Le sospensioni attive sono state vietate insieme al controllo di trazione e all'ABS; il ritorno a vetture più tradizionali mette in crisi la Williams. Problemi che pare non avere la Benetton-Ford di Michael Schumacher che si aggiudica le prime due gare, mentre Senna va in testacoda in Brasile e viene centrato alla prima curva da Mika Häkkinen ad Aida.
Nel Gran Premio di San Marino, già macchiato da un incidente a Rubens Barrichello nelle prove e dalla morte di Roland Ratzenberger durante le qualifiche, avviene la tragedia. Partito dalla pole, Senna si schianta al settimo giro del Gran Premio e muore a causa delle ferite riportate al capo (un braccio della sospensione entra dalla visiera). Le ripercussioni sono pesanti, la giustizia italiana apre un'inchiesta che porterà ad un processo contro la Williams, responsabile, secondo l'accusa, della rottura del piantone dello sterzo, che avrebbe provocato l'uscita di pista. Nel 2007, alla chiusura di un lunghissimo iter giudiziario, Patrick Head verrà riconosciuto colpevole, con reato estinto in prescrizione. Al successivo Gran Premio di Monaco, si presenta il solo Hill che si ritira. Dopo 4 vittorie di Schumacher, in Spagna, dove viene promosso titolare il collaudatore David Coulthard, Hill conquista la prima vittoria dell'anno. Hill sembra in grado di rimontare nella classifica finale, anche grazie ad alcune squalifiche che colpiscono la Benetton e Michael Schumacher rei di alcuni comportamenti scorretti e d'irregolarità tecniche (due gran premi di sospensione). Hill vince il Gran Premio di Gran Bretagna, poi quelli di Belgio, Italia, Portogallo e Giappone. Ma nel Gran Premio d'Australia, dove si decide il titolo, avviene un episodio assai discusso: al 35º giro Schumacher, in testa alla gara, esce di pista e sbatte, danneggiando la vettura, ma il pilota tedesco con una manovra discutibile rientra "involontariamente" addosso a Hill, che sta sopraggiungendo in quel momento in seconda posizione. Il tedesco ha la peggio e si ritira subito, mentre l'inglese tenta di continuare ed effettua un disperato tentativo di riparare la sua vettura ai box, ma poiché essa è irrimediabilmente danneggiata è costretto ad arrendersi. Con il ritiro di entrambi, Hill termina dunque secondo nel mondiale a 1 solo punto da Schumacher campione del mondo (l'incidente verrà giudicato come un normale contatto di gara e non ci saranno sanzioni), mentre Mansell, rientrato alla Williams per alcune gare, centra la sua ultima vittoria. La Williams si consola con il titolo costruttori.

##### 1995

Parte della squadra Williams al Gran Premio d'Italia 1995; da sinistra: il fondatore e manager Frank Williams, il cofondatore e direttore tecnico Patrick Head, il pilota Damon Hill e il progettista Adrian Newey.

Nel 1995 Nigel Mansell torna in Formula 1 per alcune gare con una deludente McLaren, mentre la Williams conferma Hill e Coulthard. La Renault ha deciso di fornire i propri motori anche alla Benetton che si aggiudicherà il titolo con Schumacher. Hill vince 4 gran premi e Coulthard uno ma i piloti si rendono anche protagonisti di diversi (e a volte clamorosi) errori. La Williams mantiene inattaccata la sua posizione di vettura nettamente migliore delle concorrenti, Benetton inclusa, ma ciò non basta per evitare che Michael Schumacher conquisti il suo secondo titolo iridato. La Benetton riesce a vincere persino il suo primo (e unico) titolo costruttori.

##### 1996

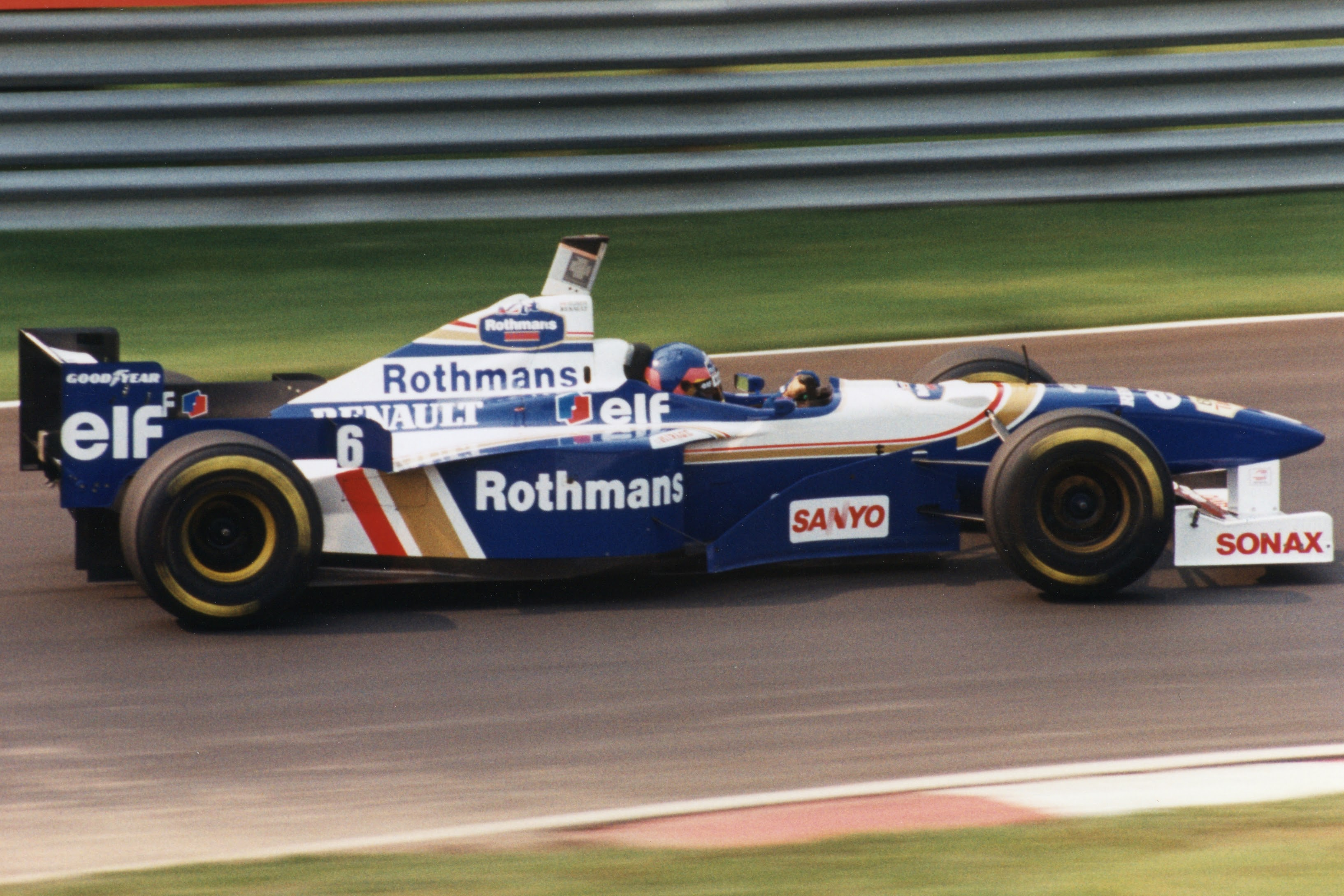
Jacques Villeneuve sulla Williams-Renault FW18 del 1996

Nel 1996 la Williams ingaggia il campione Indycar e figlio d'arte Jacques Villeneuve, e conferma Damon Hill. Quest'anno è un dominio netto: la Williams vince cinque gran premi consecutivi (quattro con Hill e uno con Villeneuve) ad inizio stagione. Alla fine le Williams si aggiudicheranno 12 gran premi su 16, con 8 vittorie per Hill campione del mondo, e 4 per Villeneuve secondo, dopo una lotta intestina che dura sino all'ultima gara. Per la terza volta consecutiva la Williams, dopo aver vinto il titolo piloti, non rinnova il contratto al pilota vincitore: Hill infatti si trasferisce alla Arrows. Nel corso dell'anno, la Williams lascia Didcot e trasloca nella nuova sede di Grove.

##### 1997
Per l'ultimo anno del connubio ufficiale Williams-Renault a sostituire Hill arriva il tedesco Heinz-Harald Frentzen, considerato più veloce e competitivo. In realtà si dimostrerà meno veloce di un pilota come Hill, a torto poco considerato dai più, che ritenevano superiori i meriti della macchina a quelli del pilota. La FW19 sarà l'ultima Williams alla quale abbia messo mano Adrian Newey; il progettista di tutte le macchine dal 1991 ha infatti accettato un'offerta della McLaren, e già dal novembre 1996 interrompe lo sviluppo della vettura. L'inizio della stagione 1997 vede la Williams dominare con 4 vittorie nelle prime sei gare (3 di Villeneuve e una di Frentzen), prima che la Ferrari si dimostri in grado dopo anni di lottare per il titolo. Mentre Frentzen delude, Villeneuve (7 vittorie) arriva a giocarsi all'ultima gara il mondiale con Schumacher, in svantaggio di 1 solo punto nei confronti del pilota tedesco. Al 47º giro del Gran Premio d'Europa disputato sul circuito di Jerez de la Frontera, Villeneuve in rimonta è alle spalle di Schumacher in prima posizione e lo sorpassa, ma il tedesco, come mostrerà la telecamera di bordo, chiude volontariamente e scorrettamente la curva, provocando un contatto tra le due vetture. Villeneuve riesce a restare in pista e continua, seppur costretto a rallentare per via della sua monoposto danneggiata, mentre Schumacher ha la peggio e si ritira. Il canadese, grazie al 3º posto finale, è dunque campione del mondo, mentre Schumacher sarà squalificato ed escluso dalla classifica piloti (anche se gli verranno riconosciuti i risultati e i punti conquistati durante l'anno), a causa di questo incidente definito "evitabile" dalla FIA, e che ricorda molto da vicino quello di 3 anni prima con Hill, anche se questa volta con esito differente.
Con l'affermazione nel mondiale 1997 la Williams conquista il titolo piloti per la settima volta nella sua ventennale storia e mette in bacheca anche il nono titolo costruttori, diventando la prima scuderia nella storia della Formula 1 a vantare più di 8 affermazioni nella classifica per squadre (Ferrari e McLaren infatti, nonostante siano in Formula 1 da molte più stagioni della Williams, vantano nel 1997 un totale rispettivamente di 8 e 7 titoli costruttori ciascuna). Ma di fronte a un presente così trionfale, si staglia un futuro segnato dal ritiro della Renault.

### Primo biennio di transizione (1998-1999)

#### Parentesi con i motori Mecachrome e Supertec

##### 1998

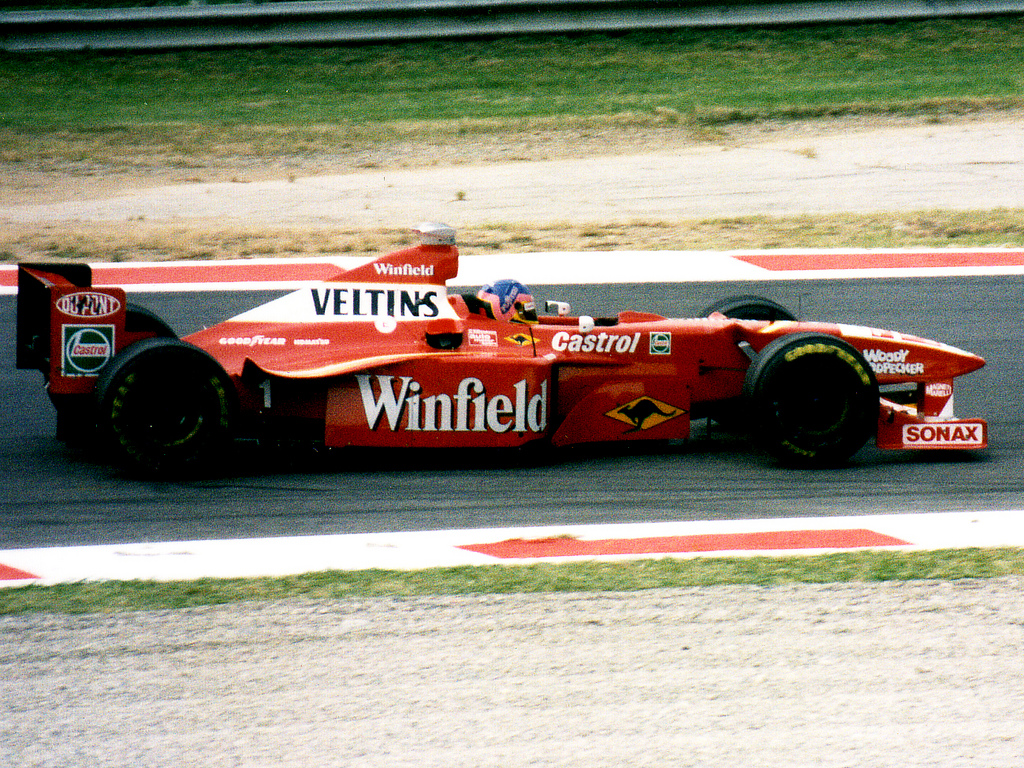
Jacques Villeneuve sulla Williams-Mecachrome nel 1998

Nel 1998, la Renault abbandona temporaneamente la categoria e i motori vengono forniti attraverso una società consociata della casa francese, la Mecachrome, ma senza sviluppo e a pagamento. La vettura è in sostanza quella del 1997, con alcuni adattamenti alle regole. I piloti sono confermati.
Il team si aggiudicherà solo alcuni piazzamenti a podio e nessuna vittoria. La Williams finisce terza nel mondiale costruttori, e Villeneuve solo quinto in quello piloti. Nonostante l'impossibilità di mantenere il passo di McLaren e Ferrari, la Williams riuscì ad essere "la prima degli altri" ed il risultato anche se deludente rispetto ai fasti passati, si rivelerà discreto in confronto alla stagione successiva, precedente l'arrivo dei motori BMW.

##### 1999
Nel 1999 anche la fornitura della Mecachrome finisce e i motori vengono forniti dalla Supertec (guidata prima da Bernie Ecclestone poi da Flavio Briatore): questi motori (in pratica i Renault del 1997) non riuscirono a garantire la necessaria affidabilità e performance alle vetture, che naufragarono tra le secche della medio-bassa classifica. Questo declino arrivò proprio mentre le McLaren e le Ferrari stavano uscendo da un lungo, soprattutto per le rosse, periodo di crisi.
I piloti erano stati cambiati entrambi, sostituiti da Ralf Schumacher, fratello di Michael in arrivo dalla Jordan e Alex Zanardi, che verrà licenziato a fine stagione nonostante il contratto biennale a causa dei risultati non all'altezza dei due titoli Champ Car (allora C.A.R.T.) appena conquistati con il team Target Chip Ganassi Racing.
Il team ottenne 3 podi e finì quinto nel mondiale costruttori.

### Periodo BMW e ultima serie di successi (2000-2005)

#### La rinascita

##### 2000
Dal 2000 le Williams sono spinte dai motori BMW, che conferiscono alla scuderia la denominazione di BMW Williams F1 Team, e con i quali la squadra è stata in grado di uscire fuori dalla crisi di risultati. Sin dalla prima stagione sono stati ottenuti i primi risultati positivi, con Ralf Schumacher e il debuttante Jenson Button. Il bilancio finale parla di 3 podi e il terzo posto nei costruttori.

#### Il ritorno alla competitività con Ralf Schumacher e Montoya

##### 2001

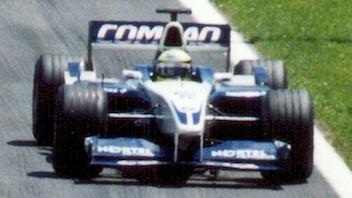
Ralf Schumacher sulla FW23 nel 2001

Nel 2001 Button è stato sostituito da Juan Pablo Montoya con il quale la Williams è tornata ad essere competitiva, ottenendo 4 vittorie totali (3 con Schumacher e 1 con il colombiano, le prime dopo 4 anni di digiuno), e confermando il terzo posto nei costruttori.

##### 2002
Nel 2002 il team ottenne solo 1 vittoria, nel Gran Premio della Malesia con Ralf Schumacher, ma ciò bastò per migliorare la posizione finale nei costruttori, giungendo al secondo posto, questo grazie ai numerosi podi conquistati nel corso della stagione.

##### 2003

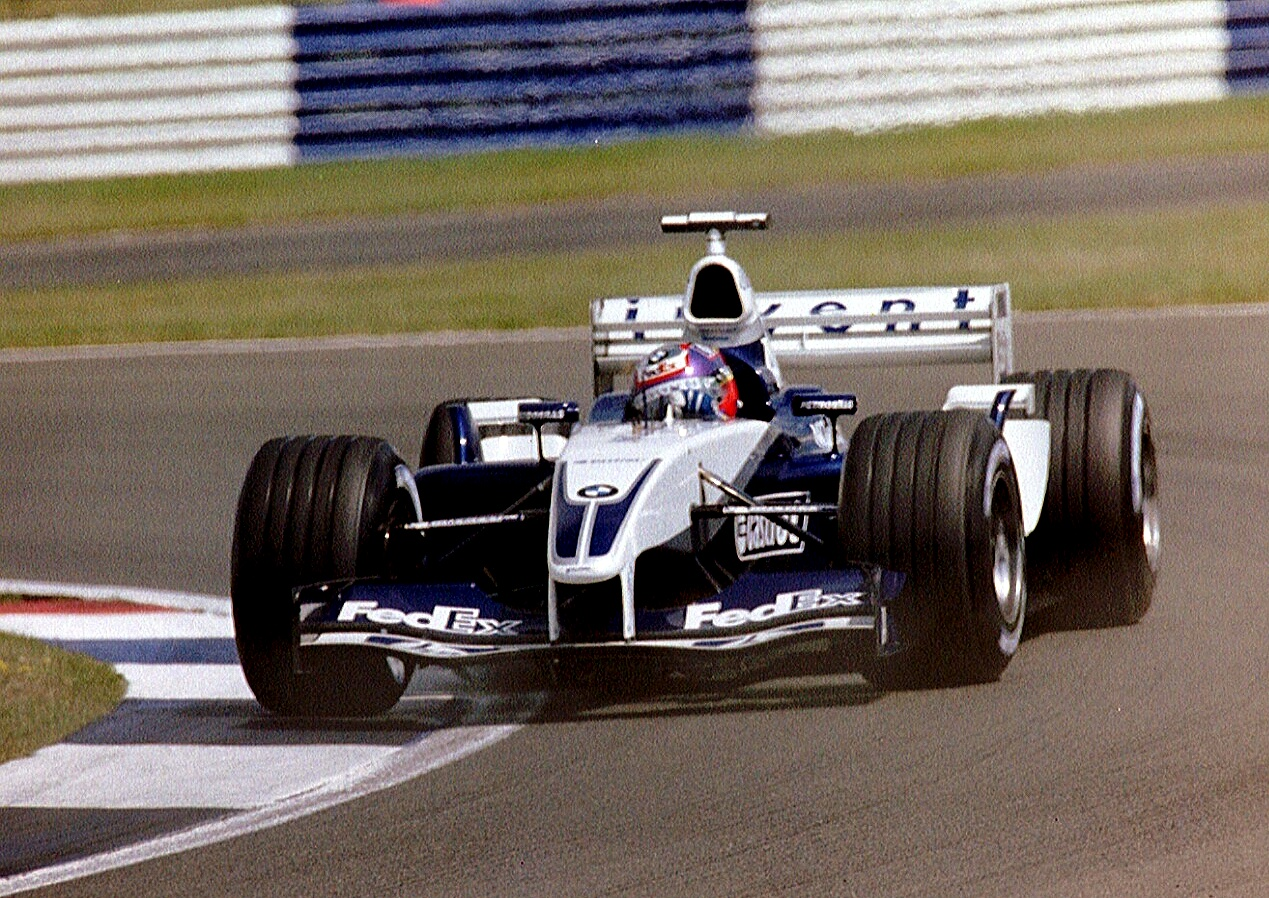
Juan Pablo Montoya sulla FW25 nel 2003

Nel 2003 la Williams ha sfiorato il mondiale costruttori e piloti, con Juan Pablo Montoya in grado di lottare fino alle ultime gare con la Ferrari di Michael Schumacher e la McLaren di Kimi Räikkönen, giungendo terzo a 11 punti dal tedesco e a 9 dal finlandese, e con la squadra confermatasi seconda a 14 punti dalla scuderia di Maranello. Il bilancio complessivo parla di 4 vittorie (2 a testa per entrambi i piloti).

#### Il calo di prestazioni e l'inizio del declino

##### 2004
Nel 2004 la Williams non riesce ad eguagliare quanto ottenuto l'anno precedente a causa di un calo di competitività sia del team sia degli pneumatici Michelin e scivola in quarta posizione nel mondiale costruttori, superata da BAR e Renault. L'unico successo stagionale è stato conquistato da Juan Pablo Montoya nella gara finale, il Gran Premio del Brasile, ed è anche l'ultimo con la motorizzazione tedesca.

##### 2005

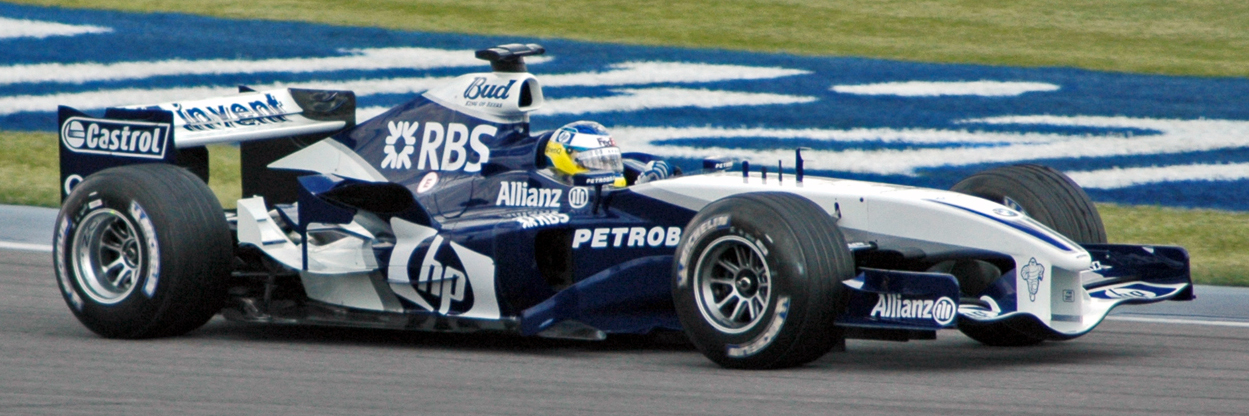
Nick Heidfeld sulla Williams-BMW FW27 del 2005

Nel 2005 la Williams fa peggio della stagione precedente. Cambia entrambi i piloti (Ralf Schumacher passa alla Toyota e Juan Pablo Montoya alla McLaren), schierando Mark Webber e Nick Heidfeld, ma non ottiene grandi risultati, soprattutto nella seconda parte della stagione; con soli 4 podi e nessuna vittoria, nel mondiale costruttori conclude al quinto posto, superata anche dalla Toyota.
Con BMW la Williams ha ottenuto un totale di 10 vittorie e 17 pole position in 6 stagioni.

### Secondo periodo di transizione (2006-2013)

#### La parentesi con Cosworth
La BMW decide di lasciare la Williams; la casa bavarese vuole infatti il controllo totale del team, mentre Frank Williams non vuole vendere la sua scuderia.

##### 2006
Nel 2006, alla luce del definitivo divorzio tra il motorista tedesco (che ha acquistato il team Sauber) e il team inglese, le Williams passano nuovamente attraverso un periodo di transizione con i motori clienti Cosworth. Di questi motori non è stato garantito lo sviluppo, e infatti, fatta eccezione per il giro veloce nella gara d'esordio di Nico Rosberg, la stagione è compromessa da un propulsore non all'altezza della vettura, sia per potenza, sia per affidabilità, che relega la squadra all'ottavo posto in classifica costruttori con soli 11 punti. La scuderia non sale inoltre sul podio per la prima volta dal 1977.

#### Collaborazione con Toyota

##### 2007

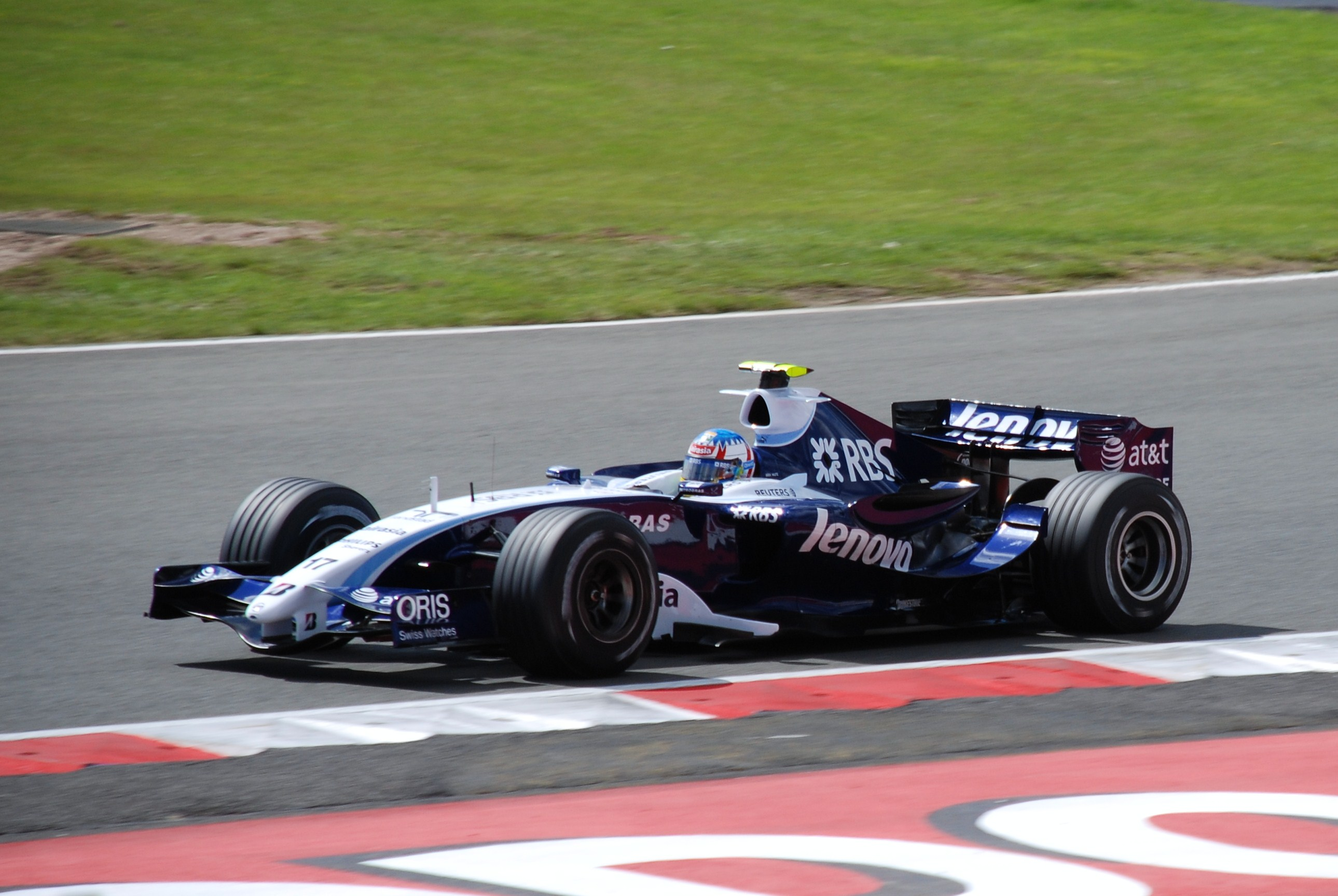
Wurz al Gran Premio di Gran Bretagna 2007.

A partire dal 2007, con Nico Rosberg e Alexander Wurz, e successivamente con Kazuki Nakajima (figlio di Satoru, imposto dalla Toyota dall'ultima gara della stagione in sostituzione dell'austriaco), la squadra è stata equipaggiata nuovamente da un motore ufficiale: quello Toyota. Il 2007 si è concluso in maniera piuttosto positiva rispetto al 2006, con il quinto posto nel mondiale costruttori (divenuto quarto a causa della squalifica della McLaren nella Spy-Story) e con un podio di Alexander Wurz nel Gran Premio del Canada, il primo dal 2005.

##### 2008
Il 2008 inizia bene per la Williams, con il 3º posto di Rosberg e il 6º posto di Nakajima in Australia. Tuttavia, con l'eccezione di qualche raro exploit sui circuiti cittadini, nel resto della stagione i risultati sono piuttosto deludenti ed il team ottiene come migliore risultato solo qualche arrivo nella parte bassa della zona punti; fa eccezione il Gran Premio di Singapore, nel quale Rosberg conquista il secondo posto, nonostante uno stop & go di penalità. Nonostante questo buon risultato, la scuderia inglese conclude il campionato costruttori solo in ottava posizione, con 26 punti. Il 2008 è stato per la Williams un anno difficile anche sul piano economico: nonostante il team abbia incassato un bonus FOM piuttosto elevato in virtù del quarto posto finale in classifica del 2007, l'attuale stagione si è conclusa con un passivo economico consistente, quantificato da alcuni giornali inglesi in circa 60 milioni di dollari. Per far fronte alle necessità immediate e pagare i fornitori, la Williams è stata aiutata da Bernie Ecclestone in persona, che ha liberato alcuni fondi che la Williams avrebbe dovuto incassare nel 2012, in conformità alla tabella prevista dal Patto della Concordia. Ma il futuro resta difficile, anche perché i previsti sponsor giapponesi che sarebbero dovuti arrivare grazie a Nakajima non si sono mai visti.
Proprio a proposito di sponsor, la Casa petrolifera brasiliana Petrobras, ha posto fine al contratto che la legava alla scuderia dal 2002; le motivazioni sono legate alla forte recessione che sta sconvolgendo un po' tutti i settori commerciali.

##### 2009

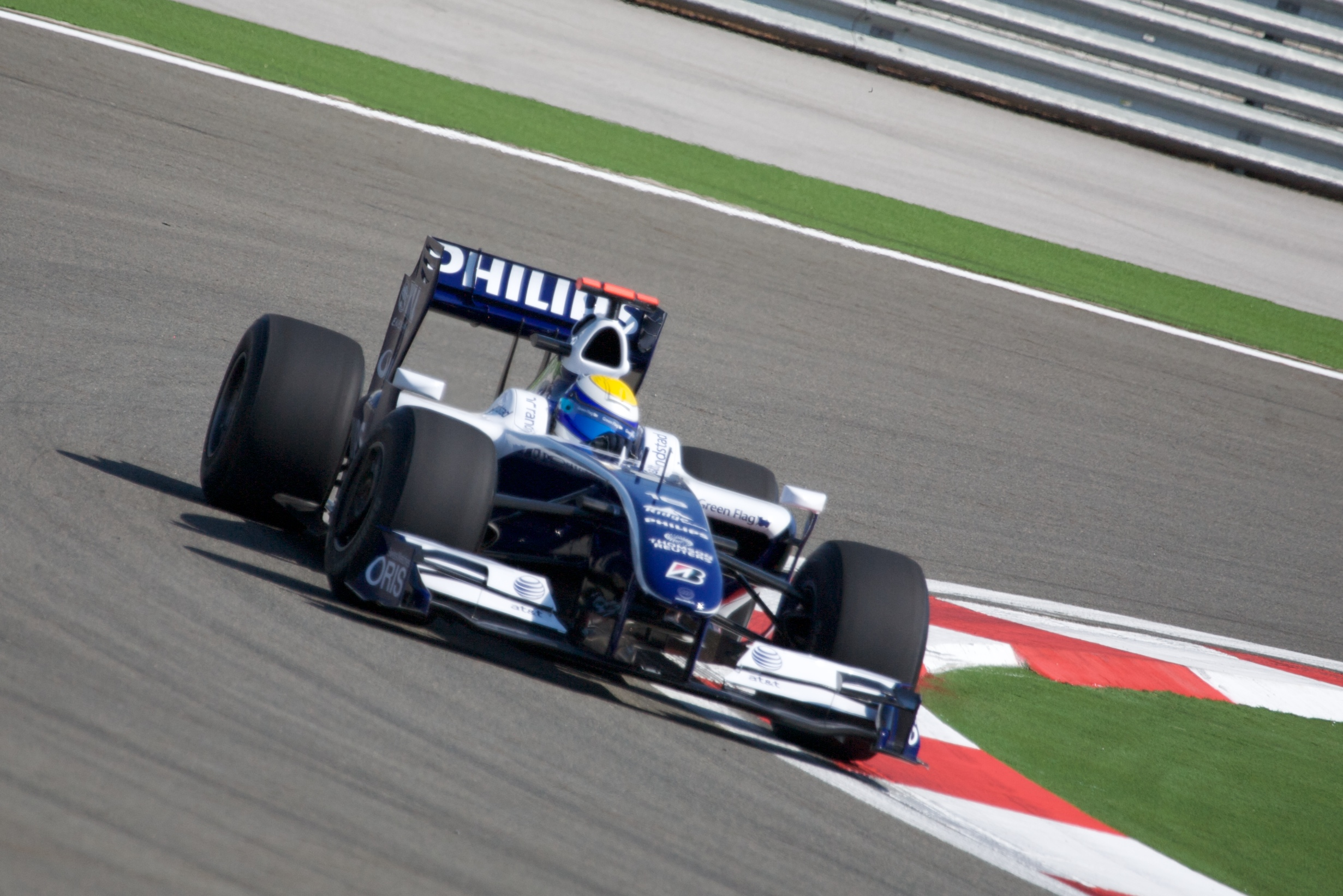
Nico Rosberg al Gran Premio di Turchia 2009.

Nel 2009 la Williams ha risolto tutti i suoi problemi economici, grazie al taglio dei costi voluto dalla FIA ed è riuscita a siglare un nuovo accordo pubblicitario con la Philips, mentre per rimpiazzare il suo vecchio fornitore di carburante ha firmato un contratto annuale con la Denso; inoltre ha compiuto dei significativi miglioramenti prestazionali grazie al nuovo diffusore e al motore Toyota RVX V8 che hanno permesso al team di avere maggiore competitività rispetto alla precedente stagione e di andare più volte a punti. La scuderia conclude il mondiale costruttori al 7º posto con 34,5 punti.
A fine stagione Nico Rosberg ed il suo compagno di squadra Kazuki Nakajima abbandonano definitivamente il team.
Nella stagione viene siglato un accordo con il Qatar Science & Technology Park (QSTP), per la creazione nel paese mediorientale del nuovo Williams Technology Center (WTC). È la prima volta che una struttura di questo tipo di una scuderia di Formula 1 ha sede fuori dall'Europa.

#### Nuova parentesi con Cosworth
Nel 2010 la Toyota abbandona il mondo della Formula 1, lasciando il team letteralmente a piedi a quattro mesi dall'inizio della nuova stagione. Alcune voci parlavano di un possibile ritorno ai propulsori Renault, ma ad inizio anno venne confermato l'accordo biennale con la Cosworth.

##### 2010

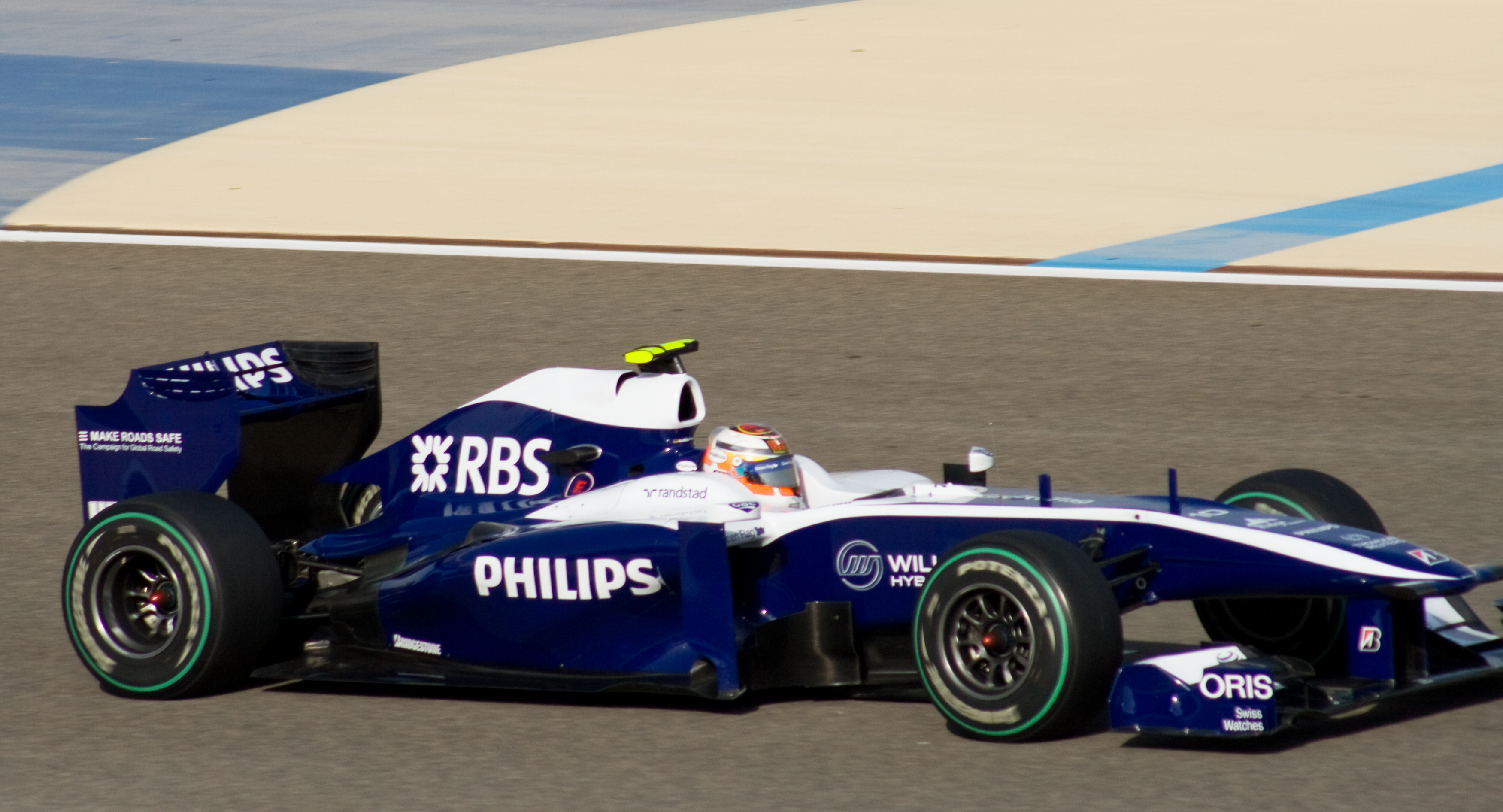
Hülkenberg alla guida della Williams al Gran Premio del Bahrein 2010.

I piloti per la stagione 2010 sono l'ultra esperto Rubens Barrichello ed il debuttante Nico Hülkenberg, vincitore della categoria GP2. L'inizio della stagione non è dei migliori, fin dai primi test la macchina soffre di un forte sottosterzo. Il motore Cosworth soffre inoltre di perdite di potenza. Nella prima metà di stagione la Williams fatica a qualificarsi nelle prime 10 posizioni in qualifica e i punti raccolti sono pochi. Ma il team continua a sviluppare la macchina ad ogni gara e nel frattempo Cosworth risolve i problemi di gioventù del motore. Dal Gran Premio del Canada la Williams da segni di risveglio, andando quasi stabilmente a punti, con Barrichello che giunge quinto a Silverstone e sfiora il Podio, a Valencia e qualificandosi assiduamente nella top ten fino a conquistare la pole position con Nico Hülkenberg in una movimentata sessione di qualifica in Brasile. Questo grazie ad una serie di modifiche in particolare all'f-duct e al blown diffuser.
Il team di Grove conclude il campionato piazzandosi al 6º posto nel mondiale costruttori con 69 punti, mentre Barrichello e Hülkenberg concludono al 10º e 14º posto in quello piloti rispettivamente con 47 e 22 punti.

##### 2011
Per il 2011 la Williams conferma la partnership con Cosworth. I piloti per questa stagione sono il confermato Rubens Barrichello e il debuttante venezuelano Pastor Maldonado che prende il posto del tedesco Nico Hülkenberg. Il venezuelano, vincitore della categoria GP2, è stato preferito al tedesco in quanto fortemente spinto dall'azienda petrolifera di stato PDVSA. Il 14 gennaio la Williams conferma un accordo di sponsorizzazione di lungo termine con la PDVSA in occasione di una esibizione della FW32 a Caracas, con alla guida Pastor Maldonado. Nel frattempo, per fronteggiare la crisi di sponsor, e per garantire un futuro a lungo termine, il team annuncia la sua quotazione nella Borsa di Francoforte a inizio marzo; la maggioranza del pacchetto resta comunque a Frank Williams.
Il Mondiale comincia in modo negativo per la scuderia inglese, che raccoglie quattro ritiri nelle prime due gare e zero punti nelle tre successive; questo porta il direttore tecnico Sam Michael, in carica dal 2004, ed il responsabile del reparto aerodinamico Jon Tomlinson a rassegnare le dimissioni all'indomani del Gran Premio della Malesia.
Alla fine la Williams ha ottenuto solo 5 punti stagionali (4 con Barrichello e 1 con Maldonado), arrivando davanti alle sole Lotus, HRT e Virgin.

#### Ritorno ai motori Renault e alla vittoria
Il 4 luglio 2011 fu annunciato il passaggio da Cosworth a Renault per la fornitura dei motori nelle stagioni 2012 e 2013: si venne così a ricreare il connubio tra la scuderia inglese ed il motorista francese che aveva dominato la scena negli anni novanta.

##### 2012

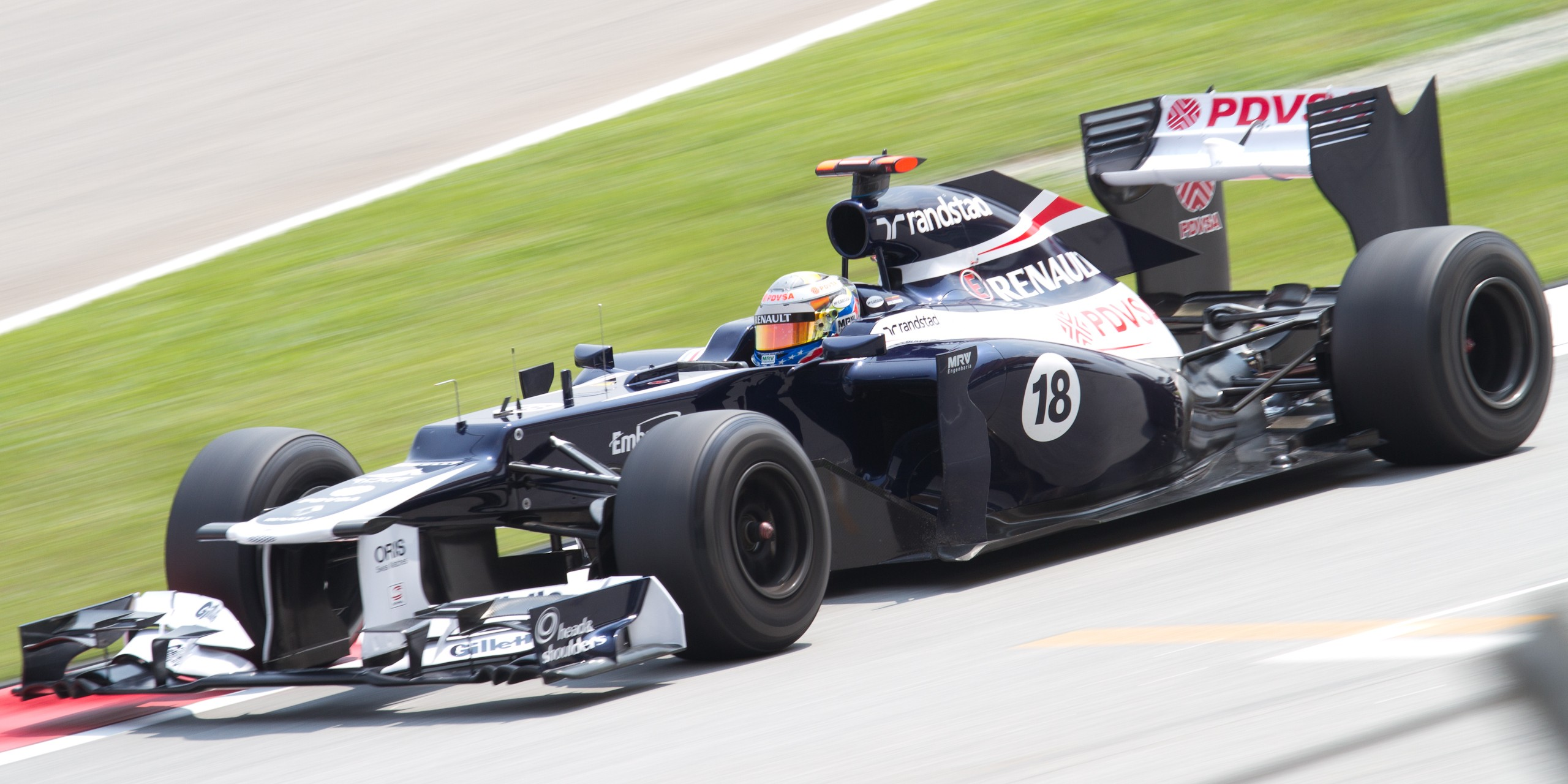
Maldonado al Gran Premio della Malesia 2012.

Nell'inverno seguente la scuderia annunciò l'ingaggio del brasiliano Bruno Senna, che prese il posto del connazionale Rubens Barrichello al fianco di Pastor Maldonado. La stagione 2012 si aprì con delle grandi novità sia all'interno della dirigenza che del reparto tecnico della squadra. Nel corso della stagione 2011 furono ingaggiati Mike Coughlan, Jason Somerville e Mark Gillian, rispettivamente con i ruoli di direttore del progetto, responsabile del reparto aerodinamico e responsabile delle operazioni in pista, in sostituzione di Sam Michael e Jon Tomlinson. A stagione appena iniziata Frank Williams annunciò il proprio ritiro dal consiglio di amministrazione, cedendo il suo posto alla figlia Claire; poche settimane più tardi Adam Parr, direttore della scuderia, rassegnò le dimissioni.
La nuova vettura, la FW34, si dimostrò un netto miglioramento rispetto alla precedente. Nella prima metà di stagione Maldonado e Senna furono in grado di competere stabilmente per la conquista di punti iridati: il venezuelano colse, inoltre, la prima vittoria della scuderia dal 2004, vincendo il Gran Premio di Spagna. Questo rimane, ad oggi, l'ultimo successo del team in Formula 1 e anche l'ultimo successo della famiglia Williams alla guida della scuderia. Nonostante alcune buone prestazioni in qualifica ottenute dallo stesso Maldonado, dopo il ritorno alla vittoria la Williams mantenne una bassa media di punti a gara, conquistando appena 12 punti nei successivi nove Gran Premi, a causa di diversi incidenti e ritiri che hanno impedito di conquistare numerosissimi punti e di andare alcune volte a podio.
Il miglior risultato della seconda metà della stagione fu un quinto posto di Maldonado nel Gran Premio di Abu Dhabi. La scuderia, pur conquistando 76 punti (ben 71 in più rispetto alla stagione precedente), si classificò in ottava posizione nella classifica costruttori, migliorando di un solo posto il piazzamento del 2011.

##### 2013
Nel 2013 i piloti furono il confermato Pastor Maldonado e il debuttante Valtteri Bottas, già collaudatore della scuderia. La stagione iniziò in maniera disastrosa, con entrambi i piloti relegati stabilmente nelle retrovie. Nel Gran Premio del Canada Bottas si qualificò in terza posizione su pista bagnata, ma in gara, sull'asciutto, non riuscì a terminare neanche tra i primi dieci. Il primo punto stagionale arrivò solo al Gran Premio d'Ungheria, nel quale Maldonado arrivò decimo al traguardo.
I pessimi risultati portarono alle dimissioni di Mike Coughlan e all'ingaggio di Pat Symonds.
Dopo il Gran Premio d'Ungheria l'unico altro piazzamento a punti della stagione fu colto da Bottas, che arrivò ottavo nel Gran Premio degli Stati Uniti. La Williams chiuse il campionato al nono posto in classifica, con appena 5 punti.

### Periodo Mercedes (2014-oggi)
Come annunciato il 30 maggio 2013, a partire dalla stagione 2014 la Williams utilizzò i nuovi motori V6 turbo di produzione Mercedes. La casa tedesca fornì, oltre ai propulsori, anche il sistema KERS, mentre le trasmissioni continuarono a essere costruite in proprio dalla Williams.
Inoltre, in seguito all'accordo di sponsorizzazione siglato, a pochi giorni dalla partenza della nuova stagione, con Martini, la scuderia assunse il nome di Williams Martini Racing, conferendo alla monoposto una livrea bianca con linee azzurre, blu e rosse, colori storici del marchio Martini Racing.

#### Il recupero di competitività

##### 2014

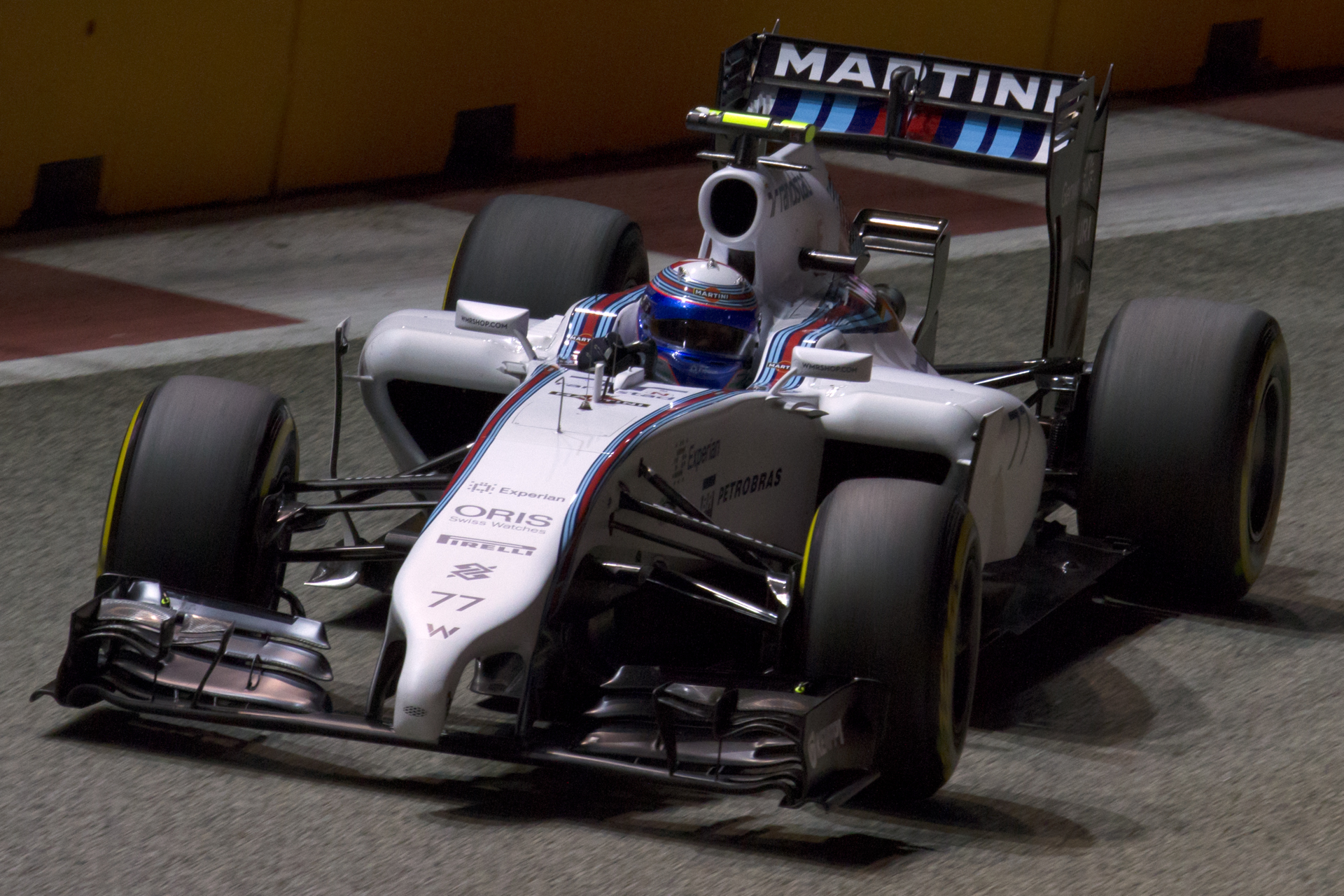
Bottas a Singapore nel 2014

Per il 2014 Maldonado fu sostituito dall'ex pilota della Ferrari Felipe Massa. I risultati furono molto migliori dell'anno precedente, con entrambi i piloti in grado di marcare costantemente piazzamenti a punti. A partire dal Gran Premio d'Austria ci fu un ulteriore miglioramento: Massa e Bottas monopolizzarono la prima fila nelle qualifiche, risultato che la squadra non otteneva dal 2003, chiudendo poi rispettivamente al quarto e al terzo posto in gara.
Nel resto del campionato la Williams continuò a ottenere buoni risultati, conquistando in totale nove podi e il terzo posto nella classifica generale con 320 punti.

##### 2015
Dopo i profondi cambiamenti degli anni precedenti, nel 2015 la Williams confermò l'assetto della stagione precedente, mantenendo la motorizzazione Mercedes, Pat Symonds come responsabile tecnico e Felipe Massa e Valtteri Bottas come piloti. La Williams si confermò terza forza del campionato, pur cogliendo meno punti (257) e meno podi (quattro terzi posti) rispetto al 2014.

#### Nuovo calo di prestazioni

##### 2016
Confermata la stessa struttura anche per il 2016, la scuderia iniziò l'anno in modo meno brillante rispetto ai precedenti. La FW38 si assestò come quarta forza; nelle prime cinque gare sia Massa che Bottas (che nelle qualifiche del Gran Premio di Russia colse un prestigioso secondo posto in griglia) giunsero sempre a punti, ma nelle sette successive, pur con un podio del finlandese nel Gran Premio del Canada, i due misero a segno appena 31 punti. Nel resto della stagione la Williams fu sopravanzata anche dalla Force India, scivolando al quinto posto nel campionato costruttori, con 138 punti. Alla vigilia del Gran Premio d'Italia Massa annunciò il suo ritiro dalla Formula 1; in seguito la Williams comunicò che il pilota brasiliano sarebbe stato sostituito, per la stagione successiva, dall'esordiente canadese Lance Stroll. Il ritiro del fresco campione del mondo Nico Rosberg a pochi giorni dal termine della stagione spinse però la Mercedes a ingaggiare Valtteri Bottas al posto del pilota tedesco. La Williams richiamò quindi Massa, in modo da affiancare il debuttante Stroll con un pilota esperto.

##### 2017

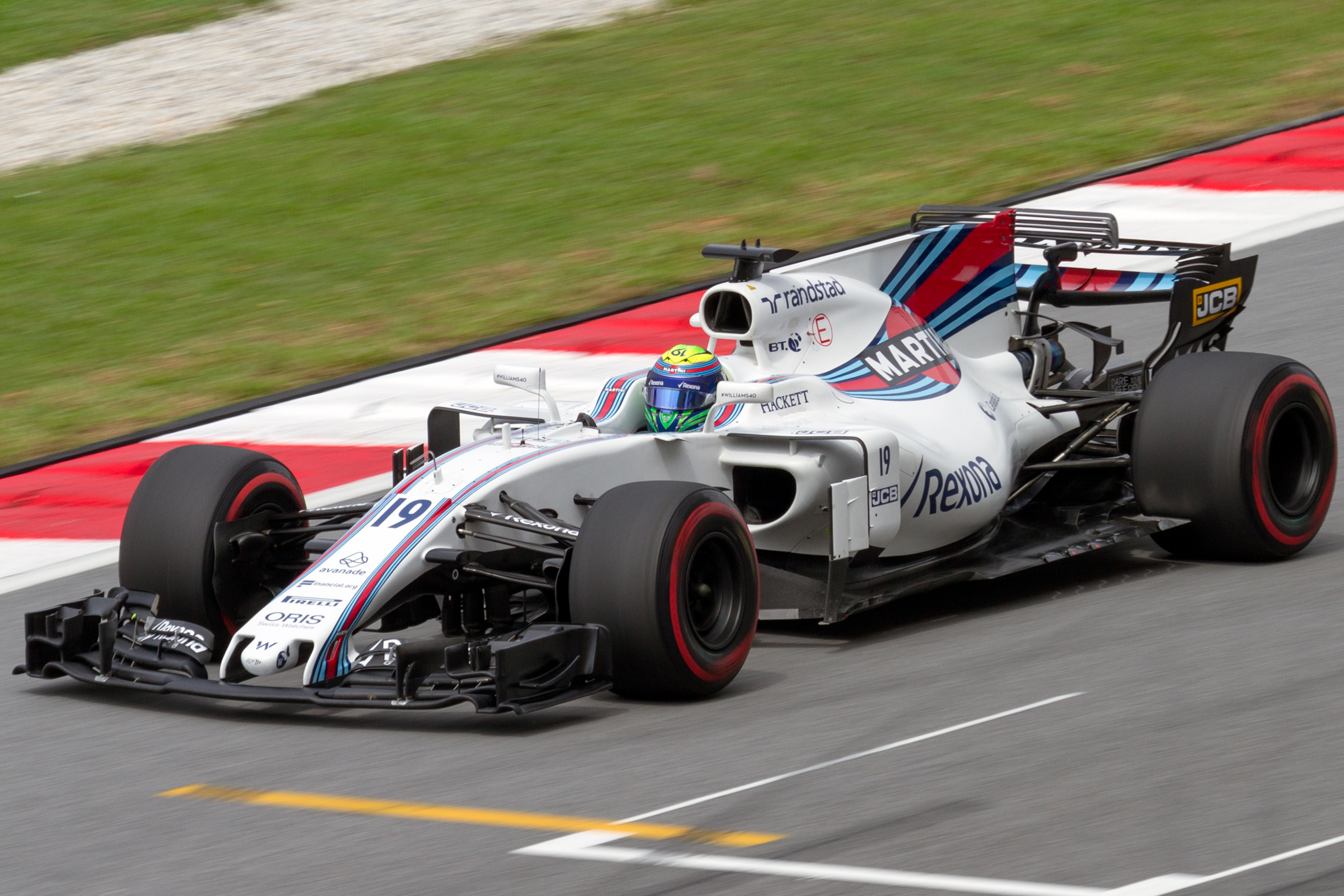
Felipe Massa sulla Williams-Mercedes nel 2017

Nelle prime gare della stagione 2017 la Williams non riesce ad ottenere risultati di rilievo, ottenendo come miglior piazzamento il 6º posto con Massa in Australia e in Bahrein. Nel caotico Gran Premio d'Azerbaigian, Stroll regala l'unico podio dell'anno alla scuderia, concludendo la gara al 3º posto. Questo risultato è però un caso isolato e nel resto della stagione la scuderia si trova sempre in lotta per ottenere punti iridati ma lontana dalle posizioni di vertice. Il 10º posto di Massa nel conclusivo Gran Premio di Abu Dhabi, oltre a mettere fine (questa volta definitivamente) alla lunga carriera in F1 del pilota brasiliano, chiude un'annata piuttosto deludente per la Williams che comunque, pur cogliendo meno punti rispetto alla stagione precedente (83), si conferma quinta forza del campionato.

#### La crisi profonda

##### 2018
Per il 2018 Stroll viene confermato come titolare, affiancato dall'esordiente russo Sergej Sirotkin, mentre l'ex pilota Renault, Robert Kubica, sarà terzo pilota e collaudatore. La presentazione della nuova FW41 viene fissata per il 15 febbraio. Nel febbraio 2018 la Martini annuncia la fine del contratto con la Williams al termine della stagione e il ritiro dal Circus.
La prima parte di stagione è negativa e vede i due giovani piloti relegati stabilmente nelle retrovie. Infatti i primi punti in campionato per la Williams arriveranno soltanto nel Gran Premio d'Azerbaigian, grazie all'ottavo posto conquistato da Lance Stroll. Nel frattempo, le scarse prestazioni della vettura portano all'allontanamento del capo progettista Ed Wood, che dal 2006 collaborava con la scuderia, e del responsabile dell'aerodinamica Dirk de Beer. Per rivedere la scuderia in zona punti si dovrà attendere fino al Gran Premio d'Italia, nel quale entrambi i piloti ottengono un piazzamento nei primi dieci: infatti Stroll taglia il traguardo in nona posizione e Sirotkin, grazie al decimo posto finale, conquista il suo primo punto in Formula 1. Dopo il buon risultato ottenuto sullo storico circuito brianzolo la squadra, nelle ultime sette gare, non sarà più in grado di ottenere risultati utili. Il bilancio finale è di appena 7 punti e condanna la Williams al decimo e ultimo posto nei costruttori.
Al termine della stagione anche il direttore degli ingegneri, Robert Smedley, lascerà la scuderia.

##### 2019

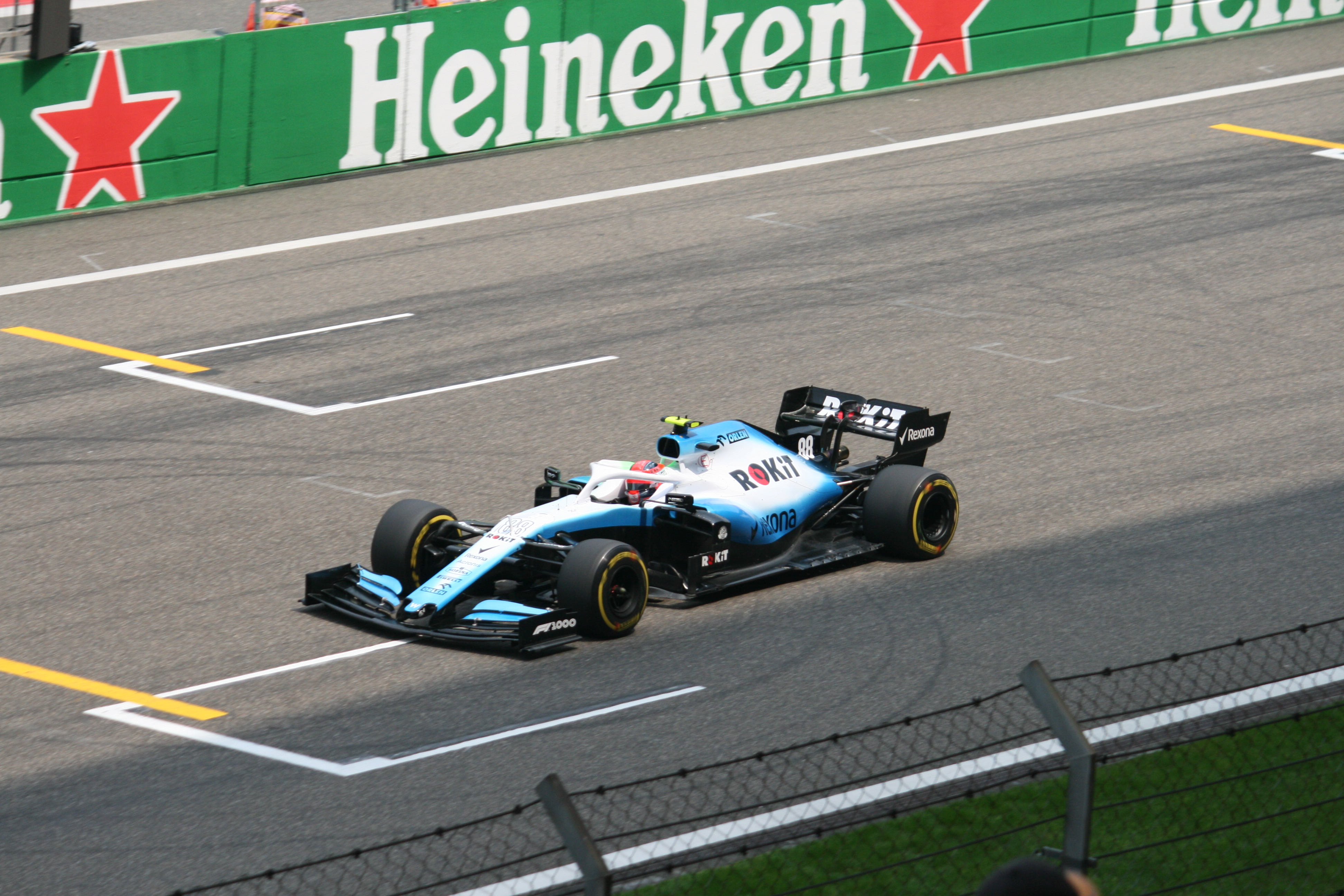
Robert Kubica impegnato nel Gran Premio di Cina 2019. Il pilota polacco, al rientro da titolare in Formula 1 dopo otto stagioni di assenza, ottiene l'unico punto stagionale della scuderia.

Per la stagione 2019, la Williams annuncia l'ingaggio del giovane pilota inglese George Russell, supportato dalla Mercedes, e la promozione del terzo pilota Robert Kubica, al ritorno da titolare in Formula 1 dopo 8 stagioni di assenza, in sostituzione rispettivamente di Lance Stroll, passato alla Racing Point, e di Sergej Sirotkin, nuovo terzo pilota della Renault e della McLaren. L'11 febbraio, giorno della presentazione ufficiale della nuova FW42, la scuderia annuncia la partnership con il title sponsor ROKiT, che conferisce alla squadra la denominazione di ROKiT Williams Racing, e una nuova livrea bianca e azzurra con inserti neri. Le gravi difficoltà del 2018 proseguono anche nella nuova stagione: la scuderia prima inizia i test pre-stagionali con due giorni e mezzo di ritardo, e poi viene ammonita dalla FIA per l'irregolarità degli specchietti retrovisori e della sospensione anteriore, con conseguente rischio squalifica nel primo Gran Premio stagionale qualora le modifiche non avessero di nuovo soddisfatto la federazione. Questi fatti portano il direttore tecnico Paddy Lowe a lasciare il suo incarico ad appena dieci giorni dall'inizio del campionato. Inoltre, l'inizio di stagione vede la Williams occupare stabilmente le ultime posizioni dello schieramento, con distacchi significativi. Nel frattempo, alla vigilia del Gran Premio del Bahrein, la Williams annuncia il ritorno del cofondatore Patrick Head come consulente della scuderia. Per vedere una Williams in zona punti, si dovrà attendere fino al Gran Premio di Germania, nel quale Kubica, al termine di una gara rocambolesca, taglia il traguardo in dodicesima posizione ma, dopo le penalità inflitte alle due Alfa Romeo Racing, settima ed ottava al traguardo, sale in decima posizione, conquistando il primo punto in campionato per sé e per la squadra. Purtroppo nel resto della stagione le cose non miglioreranno, e un'affidabilità più che buona (appena 4 ritiri) non basterà a risollevare lo storico team britannico. Il bilancio finale è di appena 1 punto, e condanna la Williams per il secondo anno consecutivo al decimo e ultimo posto nel mondiale costruttori.

##### 2020: la cessione alla Dorilton Capital
Nel 2020 la Williams, dopo appena una stagione, saluta Robert Kubica, nuovo terzo pilota dell'Alfa Romeo Racing, e lo sostituisce con il canadese Nicholas Latifi, promosso titolare dal suo ruolo di collaudatore, al fianco del confermato George Russell. Il 17 febbraio viene presentata la nuova FW43, la cui livrea presenta delle radicali modifiche. Compare il colore rosso, dovuto alla partnership con il title sponsor ROKiT, che sostituisce l'azzurro delle fiancate e il nero dell'alettone interno. L'airscope diventa bianco mentre l'halo turchese. Per quanto riguarda gli sponsor, termina la partnership con Rexona e con PKN Orlen (quest'ultimo portato dal polacco Kubica), mentre compare sulla livrea lo sponsor Lavazza. La stagione inizia con un lieve miglioramento rispetto alla precedente, con la vettura che conclude 323 giri nella prima sessione dei test invernali a Barcellona, rispetto agli 88 dell'anno precedente; inoltre, il britannico Russell ha concluso il giro più veloce in 1'18"168, ben 2"8 meglio del tempo registrato in qualifica al Gran Premio di Spagna 2019, sempre sul circuito di Barcellona. Il 29 maggio la Williams, attraverso un comunicato ufficiale, annuncia il termine immediato della partnership con lo sponsor ROKiT; la perdita economica, sommata a quella dello scorso anno (13 milioni di sterline) comporta la vendita di una grande fetta azionaria della società. Ciò determina un nuovo cambio della livrea, presentata ufficialmente il 26 giugno: sparisce il rosso del precedente sponsor ROKiT e ritorna in grande prevalenza il bianco, con accenti azzurri e blu; inoltre sulle fiancate compare lo sponsor Sofina. Il 21 agosto viene annunciata la totale vendita del team al fondo di investimento statunitense Dorilton Capital. Il 3 settembre seguente la famiglia Williams annuncia la sua uscita dal team dopo il Gran Premio d'Italia, che sarà gestito interamente dalla nuova proprietà, chiudendo di fatto un'era durata 43 anni. L'8 settembre viene nominato il nuovo team principal (ad interim) Simon Roberts. Il 2 dicembre viene annunciato che Russell è il sostituto di Lewis Hamilton, risultato positivo al SARS-CoV-2 il giorno precedente, alla Mercedes per il Gran Premio di Sakhir; al suo posto in Williams viene promosso il terzo pilota Jack Aitken, all'esordio in Formula 1. Vista la guarigione di Hamilton nella settimana successiva, Russell riprende il suo posto in Williams in vista del conclusivo Gran Premio di Abu Dhabi. Per la prima volta nella sua lunga storia, la Williams chiude il campionato con 0 punti, che la classificano per il terzo anno consecutivo al decimo e ultimo posto nel mondiale costruttori, e che confermano lo stato di profonda crisi della scuderia.

#### Nuova proprietà e persistenti difficoltà

##### 2021

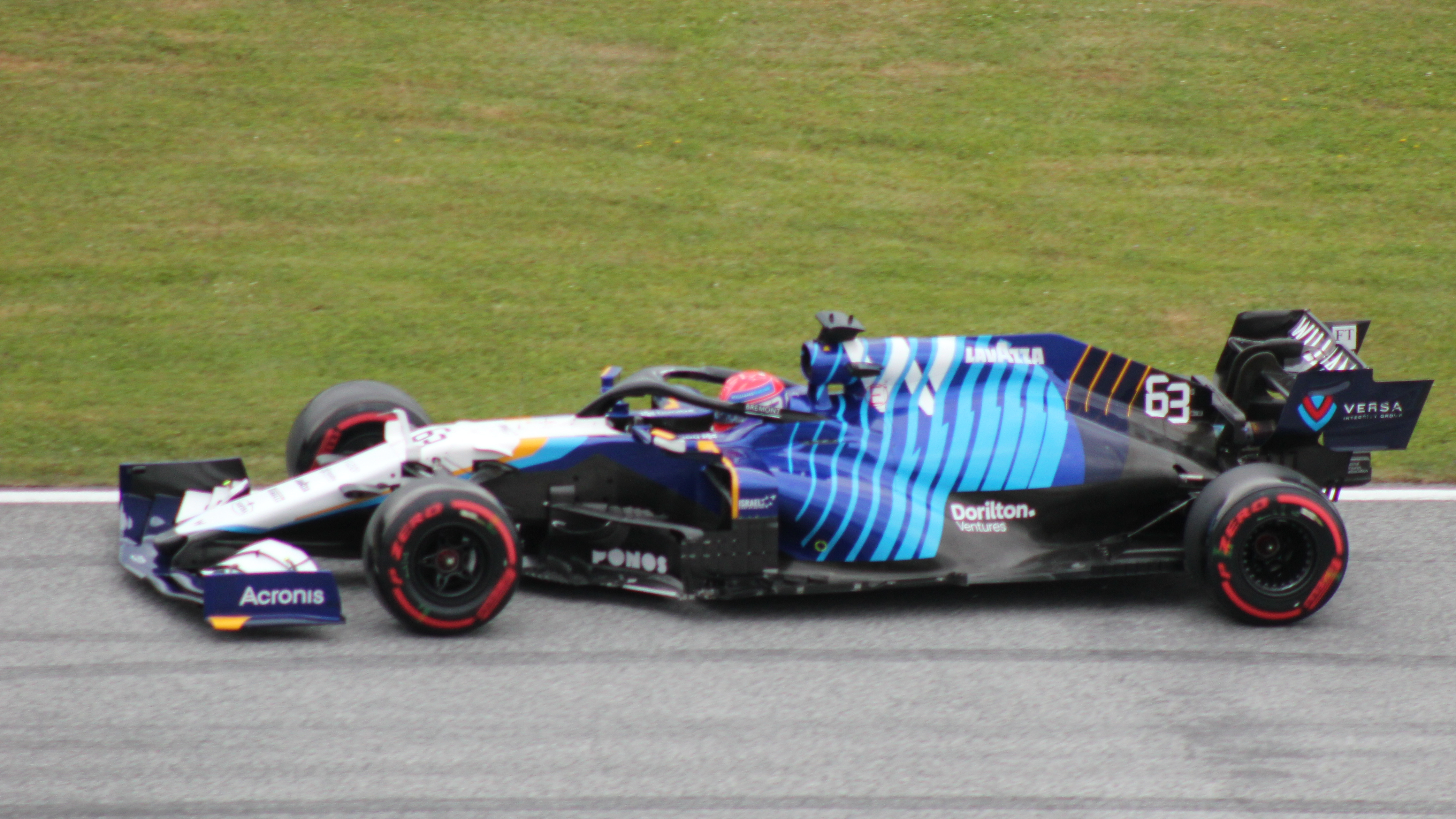
George Russell sulla Williams FW43B nel 2021

Nella stagione 2021 la scuderia conferma la sua coppia di piloti formata da George Russell e Nicholas Latifi. Il 9 giugno Jost Capito viene nominato nuovo team principal al posto di Simon Roberts. Nel Gran Premio d'Austria Russell porta una Williams in Q3 per la prima volta dal Gran Premio d'Italia 2018. In gara però l'inglese, dopo essere stato a lungo in lotta per la zona punti, deve accontentarsi dell'undicesima posizione. Per rivedere la Williams in zona punti si dovrà attendere fino al Gran Premio d'Ungheria, nel quale Latifi, al termine di una gara rocambolesca, ottiene i suoi primi punti in Formula 1, in virtù dell'ottavo posto finale, e precede il compagno di squadra Russell, giunto nono sotto la bandiera a scacchi, ma entrambi guadagnano una posizione per via della squalifica di Vettel giunto secondo. Si tratta del primo doppio piazzamento tra i primi dieci dal Gran Premio d'Italia 2018, e del primo arrivo a punti dal Gran Premio di Germania 2019. Nelle qualifiche del Gran Premio del Belgio, su pista bagnata, Russell ottiene il secondo miglior tempo, regalando alla Williams un piazzamento in prima fila che mancava dal Gran Premio d'Italia 2017. I risultati ufficiali del Gran Premio, che riflettono la griglia di partenza a causa delle avverse condizioni meteo, confermano il secondo posto per l'inglese, piazzamento che vale alla Williams il primo podio dal Gran Premio d'Azerbaigian 2017. Sempre George Russell conquista altri piazzamenti a punti nel Gran Premio d'Italia e nel successivo Gran Premio di Russia, rispettivamente con un nono e un decimo posto. Il 28 novembre giunge la notizia della scomparsa del fondatore della scuderia Frank Williams, morto all'età di 79 anni. Dopo tre stagioni molto negative, la Williams mostra dei lievi progressi e chiude il campionato con un totale di 23 punti, che la fanno risalire all'ottavo posto nel mondiale costruttori.

##### 2022
La stagione 2022 vede un cambio nella line-up dei piloti: George Russell abbandona la scuderia per trasferirsi alla Mercedes, venendo sostituito dal pilota thailandese Alexander Albon, al ritorno da titolare in Formula 1 dopo una stagione da collaudatore in Red Bull e AlphaTauri. L'inizio di stagione è difficile e vede i due piloti relegati stabilmente nelle retrovie. Nonostante ciò, Albon regala qualche punto alla scuderia, chiudendo al decimo posto il Gran Premio d'Australia e al nono posto il Gran Premio di Miami. Per rivedere una Williams in zona punti si dovrà attendere fino al Gran Premio del Belgio, nel quale Albon taglia il traguardo in decima posizione. Alla vigilia delle qualifiche del Gran Premio d'Italia, Albon accusa un attacco di appendicite ed è costretto a saltare il resto del weekend, venendo sostituito dal collaudatore Nyck de Vries. L'olandese, al debutto in Formula 1, conquista subito i suoi primi punti in campionato, chiudendo la gara al nono posto. La mattina del 23 settembre, la scuderia di Grove annuncia la fine del contratto di Nicholas Latifi al termine della stagione. Nel Gran Premio del Giappone, il canadese taglia il traguardo in nona posizione, conquistando i suoi primi punti in campionato. Dopo i timidi segnali di ripresa della stagione precedente, la Williams compie nuovamente dei passi indietro, e totalizza solo 8 punti, che la fanno scivolare di nuovo al decimo e ultimo posto nel mondiale costruttori.

##### 2023

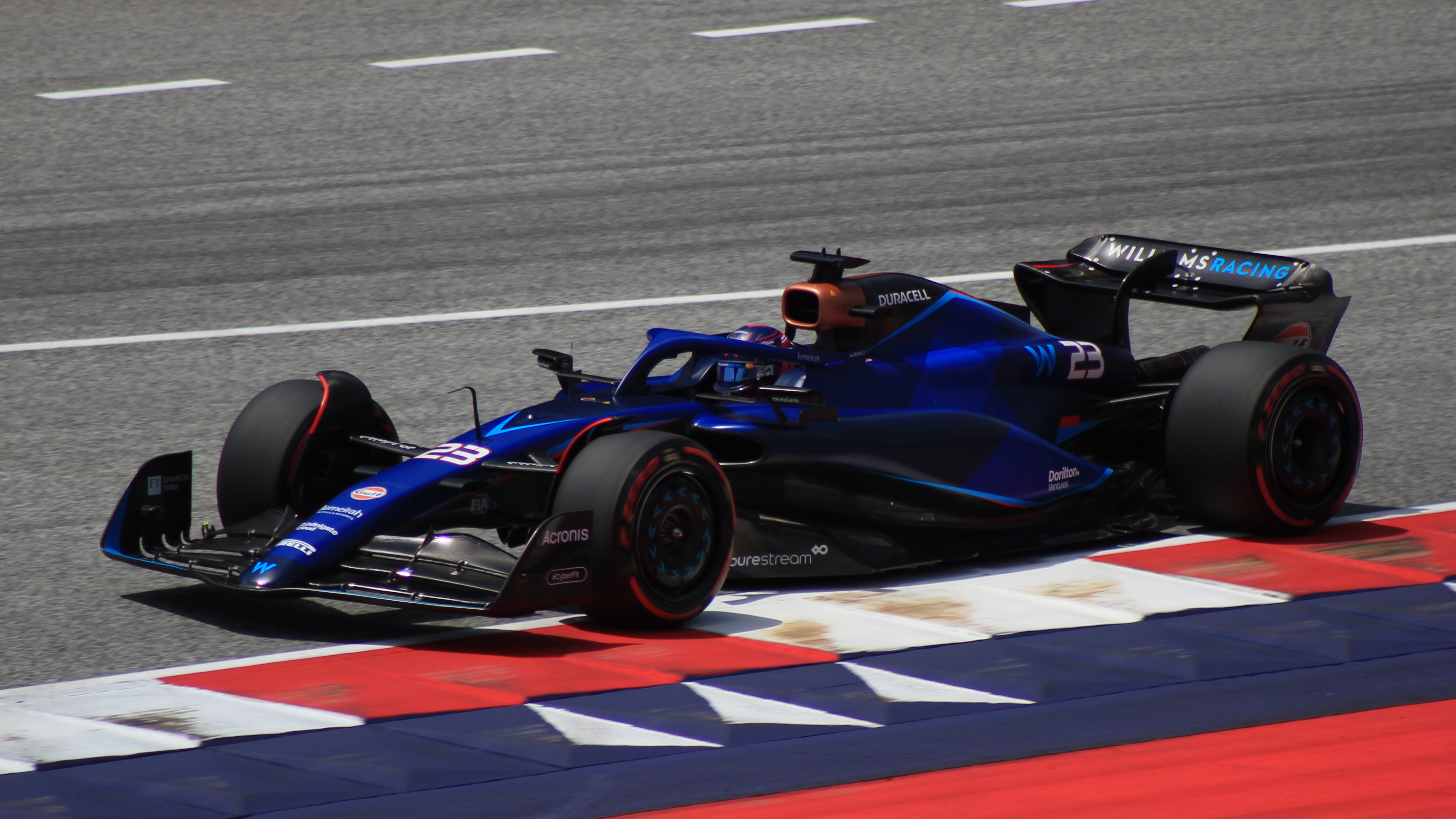
Alexander Albon sulla Williams FW45 nel 2023

Nella stagione 2023 avviene un cambio nella line-up dei piloti: come già annunciato nel 2022, Nicholas Latifi viene sostituito da Logan Sargeant, promosso titolare dal suo ruolo di collaudatore, al fianco del confermato Alexander Albon. La nuova FW45 si dimostra un passo avanti rispetto al modello precedente: infatti, in alcune occasioni, Albon riesce ad accedere all'ultima manche delle qualifiche, la Q3, e a conquistare qualche piazzamento in zona punti. Il thailandese conclude decimo nel primo appuntamento stagionale in Bahrein, settimo in Canada, ottavo in Gran Bretagna e in Olanda, di nuovo settimo in Italia e nella Sprint in Qatar, e nono negli Stati Uniti (in questa occasione arriva anche il primo punto in Formula 1 di Sargeant, che conclude decimo) e nel Gran Premio di Città del Messico. Questi risultati permettono alla Williams di compiere nuovamente dei lievi progressi e di risalire in settima posizione nel mondiale costruttori con un totale di 28 punti.

##### 2024
La Williams per il campionato 2024 conferma il duo di piloti composto da Alexander Albon e Logan Sargeant. La squadra nella prima parte della stagione compie nuovamente dei passi indietro, e giunge in zona punti soltanto in due occasioni, a Monaco e in Gran Bretagna con due noni posti conquistati entrambi da Albon. A partire dal Gran Premio d'Italia e fino al termine del campionato, il collaudatore argentino Franco Colapinto prende il posto di Sargeant, appiedato a causa dei risultati non soddisfacenti. Alla sua seconda gara in Formula 1, in Azerbaigian, ottiene i suoi primi punti iridati con un ottavo posto finale dopo aver raggiunto la Q3 nelle qualifiche. La buona giornata del team viene completata dal settimo posto di Albon, che a Monza era giunto di nuovo nono. Colapinto regala l'ultimo piazzamento a punti stagionale alla scuderia negli Stati Uniti, concludendo decimo. Ma il bottino finale è di soli 17 punti, e non evitano alla Williams di scivolare al nono posto della classifica costruttori.

##### 2025

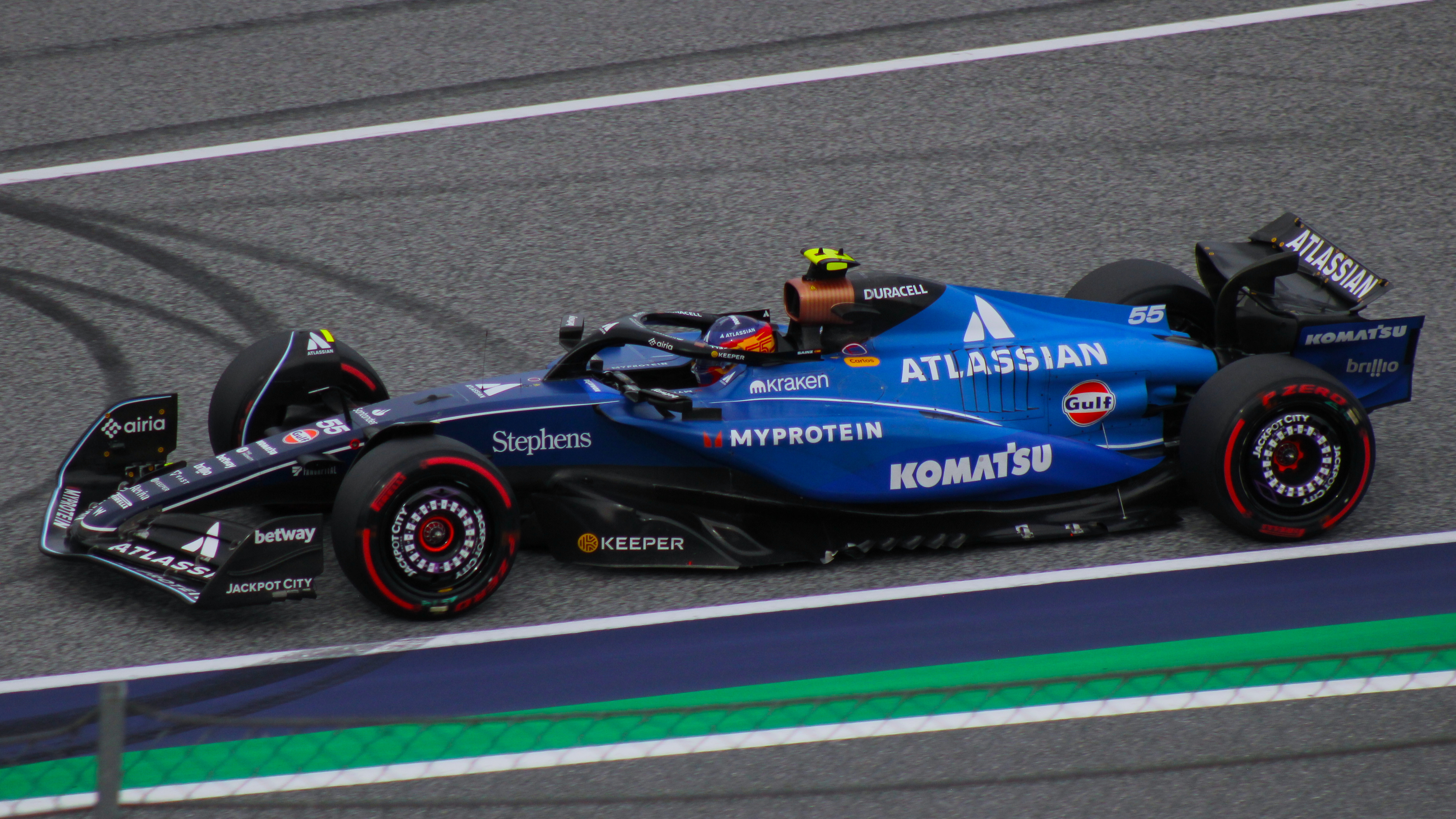
Carlos Sainz Jr. sulla Williams FW47 nel 2025

Il 29 luglio 2024 viene ufficializzato il passaggio di Carlos Sainz Jr. in squadra, dopo quattro anni in Ferrari, per la stagione 2025, al fianco del confermato Alexander Albon. L'11 febbraio 2025 la Williams annuncia che Atlassian diventa il nuovo title sponsor della scuderia, conferendole quindi la denominazione di Atlassian Williams Racing. L'arrivo in seno alla scuderia dell'esperto pilota spagnolo porta degli evidenti benefici, e già nella prima parte del campionato la Williams è autrice del miglior rendimento da otto stagioni a questa parte, emergendo come team di metà classifica, anche se la maggior parte dei punti vengono conquistati da Albon.

## Formula 2

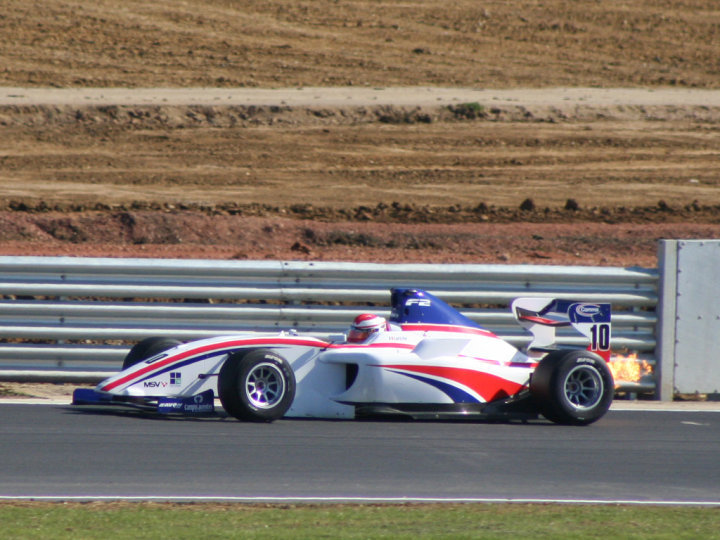
Benjamin Lariche su una Williams JPH1B-Audi nel 2010.

Le vetture della rinata Formula 2 che si è disputata dal 2009 al 2012 sono state progettate dalla Williams e preparate dalla MotorSport Vision (MSV). Le vetture sono state spinte da un propulsore 1.8L turbo fornito dall'Audi, e sviluppato dalla Mountune Racing. La MSV, di proprietà dell'ex pilota di Formula 1 Jonathan Palmer, ha curato la Formula Palmer Audi che si è disputata nel Regno Unito, oltre al campionato britannico Superbike.

## Gestione Sportiva
- Piloti: Alexander Albon, Carlos Sainz Jr.
- Team Principal: James Vowles
- CEO: carica vacante
- Consigliere delegato: Mark Biddle
- Team Manager: Dave Redding
- Ambasciatori: Jenson Button, Jamie Chadwick, Jacques Villeneuve
- Consulente: Willy Rampf
- CTO: Pat Fry
- Direttore dell'ingegneria: Adam Carter
- Direttore sportivo: Sven Smeets
- Direttore generale: carica vacante
- Direttore finanziario: carica vacante
- Responsabile delle prestazioni della vettura: Andrew Murdoch
- Responsabile dei sistemi della vettura ad alto livello: Carl Garden
- Capo meccanico: Mark Pattinson
- Capo progettista: David Worner, Jonathan Carter
- Capo aerodinamico: carica vacante
- Ingegneri di pista: Dave Robson, Jonathan Eddolls
- Collaudatori: Oliver Turvey, Luke Browning, Victor Martins

## Statistiche

### Formula 1
Piloti vincitori
| Pilota                | Anni                       | Titoli mondiali | Gran Premi | Pole position | Vittorie |
| --------------------- | -------------------------- | --------------- | ---------- | ------------- | -------- |
| Nigel Mansell         | 1985-1988, 1991-1992, 1994 | 1               | 95         | 28            | 28       |
| Damon Hill            | 1993-1996                  | 1               | 65         | 20            | 21       |
| Alan Jones            | 1978-1981                  | 1               | 60         | 6             | 11       |
| Jacques Villeneuve    | 1996-1998                  | 1               | 49         | 13            | 11       |
| Nelson Piquet         | 1986-1987                  | 1               | 31         | 6             | 7        |
| Alain Prost           | 1993                       | 1               | 16         | 13            | 7        |
| Keke Rosberg          | 1982-1985                  | 1               | 62         | 4             | 5        |
| Ralf Schumacher       | 1999-2004                  | -               | 94         | 5             | 6        |
| Riccardo Patrese      | 1987-1992                  | -               | 81         | 6             | 4        |
| Juan Pablo Montoya    | 2001-2004                  | -               | 68         | 11            | 4        |
| Thierry Boutsen       | 1989-1990                  | -               | 32         | 1             | 3        |
| Carlos Reutemann      | 1980-1982                  | -               | 31         | 2             | 3        |
| Pastor Maldonado      | 2011-2013                  | -               | 58         | 1             | 1        |
| Heinz-Harald Frentzen | 1997-1998                  | -               | 33         | 1             | 1        |
| David Coulthard       | 1994-1995                  | -               | 25         | 5             | 1        |
| Clay Regazzoni        | 1979                       | -               | 15         | -             | 1        |

## Risultati in Formula 1
| Anno | Vettura | Motore            | Gomme | Piloti |  |  |  |  |    |  |    |    |    |    |    |   |    |   |    |     |  |  |  |  |  |  |  |  | Punti | Pos. |
| ---- | ------- | ----------------- | ----- | ------ |  |  |  |  | -- |  | -- | -- | -- | -- | -- | - | -- | - | -- | --- |  |  |  |  |  |  |  |  | ----- | ---- |
| 1977 | 761     | Ford Cosworth DFV | G     | Nève   |  |  |  |  | 12 |  | 10 | 15 | NQ | 10 | NQ | 9 | NQ | 7 | 18 | Rit |  |  |  |  |  |  |  |  | -     | -    |

| Anno | Vettura | Motore            | Gomme | Piloti |     |    |   |   |     |    |   |     |   |     |     |     |     |    |   |   |  |  |  |  |  |  |  |  | Punti | Pos. |
| ---- | ------- | ----------------- | ----- | ------ | --- | -- | - | - | --- | -- | - | --- | - | --- | --- | --- | --- | -- | - | - |  |  |  |  |  |  |  |  | ----- | ---- |
| 1978 | FW06    | Ford Cosworth DFV | G     | Jones  | Rit | 11 | 4 | 7 | Rit | 10 | 8 | Rit | 5 | Rit | Rit | Rit | Rit | 13 | 2 | 9 |  |  |  |  |  |  |  |  | 11    | 9º   |

| Anno | Vettura   | Motore            | Gomme | Piloti    |    |     |     |     |     |     |     |   |     |   |   |     |   |   |     |  |  |  |  |  |  |  |  |  | Punti | Pos. |
| ---- | --------- | ----------------- | ----- | --------- | -- | --- | --- | --- | --- | --- | --- | - | --- | - | - | --- | - | - | --- |  |  |  |  |  |  |  |  |  | ----- | ---- |
| 1979 | FW06 FW07 | Ford Cosworth DFV | G     | Jones     | 9  | Rit | Rit | 3   | Rit | Rit | Rit | 4 | Rit | 1 | 1 | 1   | 9 | 1 | Rit |  |  |  |  |  |  |  |  |  | 75    | 2º   |
| 1979 | FW06 FW07 | Ford Cosworth DFV | G     | Regazzoni | 10 | 15  | 9   | Rit | Rit | Rit | 2   | 6 | 1   | 2 | 5 | Rit | 3 | 3 | Rit |  |  |  |  |  |  |  |  |  | 75    | 2º   |

| Anno | Vettura    | Motore            | Gomme | Piloti    |     |     |     |     |   |     |   |   |   |   |    |   |   |   |  |  |  |  |  |  |  |  |  |  | Punti | Pos. |
| ---- | ---------- | ----------------- | ----- | --------- | --- | --- | --- | --- | - | --- | - | - | - | - | -- | - | - | - |  |  |  |  |  |  |  |  |  |  | ----- | ---- |
| 1980 | FW07 FW07B | Ford Cosworth DFV | G     | Jones     | 1   | 3   | Rit | Rit | 2 | Rit | 1 | 1 | 3 | 2 | 11 | 2 | 1 | 1 |  |  |  |  |  |  |  |  |  |  | 120   | 1º   |
| 1980 | FW07 FW07B | Ford Cosworth DFV | G     | Reutemann | Rit | Rit | 5   | Rit | 3 | 1   | 6 | 3 | 2 | 3 | 4  | 3 | 2 | 2 |  |  |  |  |  |  |  |  |  |  | 120   | 1º   |

| Anno | Vettura | Motore            | Gomme | Piloti    |   |   |   |    |     |     |   |    |     |     |   |     |   |     |   |  |  |  |  |  |  |  |  |  | Punti | Pos. |
| ---- | ------- | ----------------- | ----- | --------- | - | - | - | -- | --- | --- | - | -- | --- | --- | - | --- | - | --- | - |  |  |  |  |  |  |  |  |  | ----- | ---- |
| 1981 | FW07C   | Ford Cosworth DFV | M G   | Jones     | 1 | 2 | 4 | 12 | Rit | 2   | 7 | 17 | Rit | 11  | 4 | 3   | 2 | Rit | 1 |  |  |  |  |  |  |  |  |  | 95    | 1º   |
| 1981 | FW07C   | Ford Cosworth DFV | M G   | Reutemann | 2 | 1 | 2 | 3  | 1   | Rit | 4 | 10 | 2   | Rit | 5 | Rit | 3 | 10  | 8 |  |  |  |  |  |  |  |  |  | 95    | 1º   |

| Anno | Vettura    | Motore            | Gomme | Piloti     |   |     |     |  |     |     |   |     |   |     |   |     |     |   |     |   |  |  |  |  |  |  |  |  | Punti | Pos. |
| ---- | ---------- | ----------------- | ----- | ---------- | - | --- | --- |  | --- | --- | - | --- | - | --- | - | --- | --- | - | --- | - |  |  |  |  |  |  |  |  | ----- | ---- |
| 1982 | FW07C FW08 | Ford Cosworth DFV | G     | Reutemann  | 2 | Rit |     |  |     |     |   |     |   |     |   |     |     |   |     |   |  |  |  |  |  |  |  |  | 58    | 4º   |
| 1982 | FW07C FW08 | Ford Cosworth DFV | G     | Andretti   |   |     | Rit |  |     |     |   |     |   |     |   |     |     |   |     |   |  |  |  |  |  |  |  |  | 58    | 4º   |
| 1982 | FW07C FW08 | Ford Cosworth DFV | G     | Daly       |   |     |     |  | Rit | 6*  | 5 | 7*  | 5 | 5   | 7 | Rit | Rit | 9 | Rit | 6 |  |  |  |  |  |  |  |  | 58    | 4º   |
| 1982 | FW07C FW08 | Ford Cosworth DFV | G     | K. Rosberg | 5 | SQ  | 2   |  | 2   | Rit | 4 | Rit | 3 | Rit | 5 | 3   | 2   | 1 | 8   | 5 |  |  |  |  |  |  |  |  | 58    | 4º   |

| Anno | Vettura    | Motore                         | Gomme | Piloti     |    |     |   |   |     |   |   |     |    |    |     |     |    |     |     |  |  |  |  |  |  |  |  |  | Punti | Pos.   |
| ---- | ---------- | ------------------------------ | ----- | ---------- | -- | --- | - | - | --- | - | - | --- | -- | -- | --- | --- | -- | --- | --- |  |  |  |  |  |  |  |  |  | ----- | ------ |
| 1983 | FW08C FW09 | Ford Cosworth DFV Honda RA163E | G     | K. Rosberg | SQ | Rit | 5 | 4 | 1   | 5 | 2 | 4   | 11 | 10 | 8   | Rit | 11 | Rit | 5   |  |  |  |  |  |  |  |  |  | 36 2  | 4º 11º |
| 1983 | FW08C FW09 | Ford Cosworth DFV Honda RA163E | G     | Laffite    | 4  | 4   | 6 | 7 | Rit | 6 | 5 | Rit | 12 | 6  | Rit | Rit | NQ | NQ  | Rit |  |  |  |  |  |  |  |  |  | 36 2  | 4º 11º |
| 1983 | FW08C FW09 | Ford Cosworth DFV Honda RA163E | G     | Palmer     |    |     |   |   |     |   |   |     |    |    |     |     |    | 13  |     |  |  |  |  |  |  |  |  |  | 36 2  | 4º 11º |

| Anno | Vettura    | Motore       | Gomme | Piloti     |     |     |     |     |   |   |     |     |   |     |     |     |     |     |     |     |  |  |  |  |  |  |  |  | Punti | Pos. |
| ---- | ---------- | ------------ | ----- | ---------- | --- | --- | --- | --- | - | - | --- | --- | - | --- | --- | --- | --- | --- | --- | --- |  |  |  |  |  |  |  |  | ----- | ---- |
| 1984 | FW09 FW09B | Honda RA163E | G     | Laffite    | Rit | Rit | Rit | Rit | 8 | 8 | Rit | 5   | 4 | Rit | Rit | Rit | Rit | Rit | Rit | 14  |  |  |  |  |  |  |  |  | 25,5  | 6º   |
| 1984 | FW09 FW09B | Honda RA163E | G     | K. Rosberg | 2   | Rit | 4*  | Rit | 6 | 4 | Rit | Rit | 1 | Rit | Rit | Rit | 8*  | Rit | Rit | Rit |  |  |  |  |  |  |  |  | 25,5  | 6º   |

| Anno | Vettura | Motore       | Gomme | Piloti     |     |     |     |   |   |     |    |     |     |     |     |     |   |   |   |     |  |  |  |  |  |  |  |  | Punti | Pos. |
| ---- | ------- | ------------ | ----- | ---------- | --- | --- | --- | - | - | --- | -- | --- | --- | --- | --- | --- | - | - | - | --- |  |  |  |  |  |  |  |  | ----- | ---- |
| 1985 | FW10    | Honda RA163E | G     | Mansell    | Rit | 5   | 5   | 7 | 6 | Rit | NP | Rit | 6   | Rit | 6   | 11* | 2 | 1 | 1 | Rit |  |  |  |  |  |  |  |  | 71    | 3º   |
| 1985 | FW10    | Honda RA163E | G     | K. Rosberg | Rit | Rit | Rit | 8 | 4 | 1   | 2  | Rit | 12* | Rit | Rit | Rit | 4 | 3 | 2 | 1   |  |  |  |  |  |  |  |  | 71    | 3º   |

| Anno | Vettura | Motore       | Gomme | Piloti  |     |     |     |   |     |   |     |   |   |   |   |     |   |   |   |     |  |  |  |  |  |  |  |  | Punti | Pos. |
| ---- | ------- | ------------ | ----- | ------- | --- | --- | --- | - | --- | - | --- | - | - | - | - | --- | - | - | - | --- |  |  |  |  |  |  |  |  | ----- | ---- |
| 1986 | FW11    | Honda RA166E | G     | Mansell | Rit | 2   | Rit | 4 | 1   | 1 | 5   | 1 | 1 | 3 | 3 | Rit | 2 | 1 | 5 | Rit |  |  |  |  |  |  |  |  | 141   | 1º   |
| 1986 | FW11    | Honda RA166E | G     | Piquet  | 1   | Rit | 2   | 7 | Rit | 3 | Rit | 3 | 2 | 1 | 1 | Rit | 1 | 3 | 4 | 2   |  |  |  |  |  |  |  |  | 141   | 1º   |

| Anno | Vettura | Motore       | Gomme | Piloti  |   |    |     |     |   |   |   |     |     |   |   |     |   |   |     |     |  |  |  |  |  |  |  |  | Punti | Pos. |
| ---- | ------- | ------------ | ----- | ------- | - | -- | --- | --- | - | - | - | --- | --- | - | - | --- | - | - | --- | --- |  |  |  |  |  |  |  |  | ----- | ---- |
| 1987 | FW11B   | Honda RA167E | G     | Mansell | 6 | 1  | Rit | Rit | 5 | 1 | 1 | Rit | 14* | 1 | 3 | Rit | 1 | 1 | SP  | INF |  |  |  |  |  |  |  |  | 137   | 1º   |
| 1987 | FW11B   | Honda RA167E | G     | Patrese |   |    |     |     |   |   |   |     |     |   |   |     |   |   |     | 9*  |  |  |  |  |  |  |  |  | 137   | 1º   |
| 1987 | FW11B   | Honda RA167E | G     | Piquet  | 2 | NP | Rit | 2   | 2 | 2 | 2 | 1   | 1   | 2 | 1 | 3   | 4 | 2 | 15* | Rit |  |  |  |  |  |  |  |  | 137   | 1º   |

| Anno | Vettura | Motore  | Gomme | Piloti    |     |     |     |     |     |     |     |   |     |     |     |    |     |   |     |     |  |  |  |  |  |  |  |  | Punti | Pos. |
| ---- | ------- | ------- | ----- | --------- | --- | --- | --- | --- | --- | --- | --- | - | --- | --- | --- | -- | --- | - | --- | --- |  |  |  |  |  |  |  |  | ----- | ---- |
| 1988 | FW12    | Judd CV | G     | Mansell   | Rit | Rit | Rit | Rit | Rit | Rit | Rit | 2 | Rit | Rit |     |    | Rit | 2 | Rit | Rit |  |  |  |  |  |  |  |  | 20    | 7º   |
| 1988 | FW12    | Judd CV | G     | Brundle   |     |     |     |     |     |     |     |   |     |     | 7   |    |     |   |     |     |  |  |  |  |  |  |  |  | 20    | 7º   |
| 1988 | FW12    | Judd CV | G     | Schlesser |     |     |     |     |     |     |     |   |     |     |     | 11 |     |   |     |     |  |  |  |  |  |  |  |  | 20    | 7º   |
| 1988 | FW12    | Judd CV | G     | Patrese   | Rit | 13  | 6   | Rit | Rit | Rit | Rit | 8 | Rit | 6   | Rit | 7  | Rit | 5 | 6   | 4   |  |  |  |  |  |  |  |  | 20    | 7º   |

| Anno | Vettura    | Motore      | Gomme | Piloti  |     |     |    |     |   |   |     |     |     |     |     |   |     |     |   |   |  |  |  |  |  |  |  |  | Punti | Pos. |
| ---- | ---------- | ----------- | ----- | ------- | --- | --- | -- | --- | - | - | --- | --- | --- | --- | --- | - | --- | --- | - | - |  |  |  |  |  |  |  |  | ----- | ---- |
| 1989 | FW12C FW13 | Renault RS1 | G     | Boutsen | Rit | 4   | 10 | Rit | 6 | 1 | Rit | 10  | Rit | 3   | 4   | 3 | Rit | Rit | 3 | 1 |  |  |  |  |  |  |  |  | 77    | 2º   |
| 1989 | FW12C FW13 | Renault RS1 | G     | Patrese | Rit | Rit | 15 | 2   | 2 | 2 | 3   | Rit | 4   | Rit | Rit | 4 | Rit | 5   | 2 | 3 |  |  |  |  |  |  |  |  | 77    | 2º   |

| Anno | Vettura | Motore      | Gomme | Piloti  |   |     |     |     |     |   |     |     |   |   |     |     |     |   |   |   |  |  |  |  |  |  |  |  | Punti | Pos. |
| ---- | ------- | ----------- | ----- | ------- | - | --- | --- | --- | --- | - | --- | --- | - | - | --- | --- | --- | - | - | - |  |  |  |  |  |  |  |  | ----- | ---- |
| 1990 | FW13B   | Renault RS2 | G     | Boutsen | 3 | 5   | Rit | 4   | Rit | 5 | Rit | 2   | 6 | 1 | Rit | Rit | Rit | 4 | 5 | 5 |  |  |  |  |  |  |  |  | 57    | 4º   |
| 1990 | FW13B   | Renault RS2 | G     | Patrese | 9 | 13* | 1   | Rit | Rit | 9 | 6   | Rit | 5 | 4 | Rit | 5   | 7   | 5 | 4 | 6 |  |  |  |  |  |  |  |  | 57    | 4º   |

| Anno | Vettura | Motore      | Gomme | Piloti  |     |     |     |     |    |   |   |     |   |   |     |     |    |   |     |   |  |  |  |  |  |  |  |  | Punti | Pos. |
| ---- | ------- | ----------- | ----- | ------- | --- | --- | --- | --- | -- | - | - | --- | - | - | --- | --- | -- | - | --- | - |  |  |  |  |  |  |  |  | ----- | ---- |
| 1991 | FW14    | Renault RS3 | G     | Mansell | Rit | Rit | Rit | 2   | 6* | 2 | 1 | 1   | 1 | 2 | Rit | 1   | SQ | 1 | Rit | 2 |  |  |  |  |  |  |  |  | 125   | 2º   |
| 1991 | FW14    | Renault RS3 | G     | Patrese | Rit | 2   | Rit | Rit | 3  | 1 | 5 | Rit | 2 | 3 | 5   | Rit | 1  | 3 | 3   | 5 |  |  |  |  |  |  |  |  | 125   | 2º   |

| Anno | Vettura | Motore           | Gomme | Piloti  |   |   |   |     |   |   |     |   |   |    |     |   |     |     |     |     |  |  |  |  |  |  |  |  | Punti | Pos. |
| ---- | ------- | ---------------- | ----- | ------- | - | - | - | --- | - | - | --- | - | - | -- | --- | - | --- | --- | --- | --- |  |  |  |  |  |  |  |  | ----- | ---- |
| 1992 | FW14B   | Renault RS3C RS4 | G     | Mansell | 1 | 1 | 1 | 1   | 1 | 2 | Rit | 1 | 1 | 1  | 2   | 2 | Rit | 1   | Rit | Rit |  |  |  |  |  |  |  |  | 164   | 1º   |
| 1992 | FW14B   | Renault RS3C RS4 | G     | Patrese | 2 | 2 | 2 | Rit | 2 | 3 | Rit | 2 | 2 | 8* | Rit | 3 | 5   | Rit | 1   | Rit |  |  |  |  |  |  |  |  | 164   | 1º   |

| Anno | Vettura | Motore      | Gomme | Piloti |     |     |   |     |     |   |   |   |     |     |    |   |     |   |   |   |  |  |  |  |  |  |  |  | Punti | Pos. |
| ---- | ------- | ----------- | ----- | ------ | --- | --- | - | --- | --- | - | - | - | --- | --- | -- | - | --- | - | - | - |  |  |  |  |  |  |  |  | ----- | ---- |
| 1993 | FW15C   | Renault RS5 | G     | Hill   | Rit | 2   | 2 | Rit | Rit | 2 | 3 | 2 | Rit | 15* | 1  | 1 | 1   | 3 | 4 | 3 |  |  |  |  |  |  |  |  | 168   | 1º   |
| 1993 | FW15C   | Renault RS5 | G     | Prost  | 1   | Rit | 3 | 1   | 1   | 4 | 1 | 1 | 1   | 1   | 12 | 3 | 12* | 2 | 2 | 2 |  |  |  |  |  |  |  |  | 168   | 1º   |

| Anno | Vettura    | Motore      | Gomme | Piloti    |     |     |     |     |     |   |     |   |     |     |   |    |   |     |   |     |  |  |  |  |  |  |  |  | Punti | Pos. |
| ---- | ---------- | ----------- | ----- | --------- | --- | --- | --- | --- | --- | - | --- | - | --- | --- | - | -- | - | --- | - | --- |  |  |  |  |  |  |  |  | ----- | ---- |
| 1994 | FW16 FW16B | Renault RS6 | G     | Hill      | 2   | Rit | 6   | Rit | 1   | 2 | 2   | 1 | 8   | 2   | 1 | 1  | 1 | 2   | 1 | Rit |  |  |  |  |  |  |  |  | 118   | 1º   |
| 1994 | FW16 FW16B | Renault RS6 | G     | A. Senna  | Rit | Rit | Rit |     |     |   |     |   |     |     |   |    |   |     |   |     |  |  |  |  |  |  |  |  | 118   | 1º   |
| 1994 | FW16 FW16B | Renault RS6 | G     | Coulthard |     |     |     |     | Rit | 5 |     | 5 | Rit | Rit | 4 | 6* | 2 |     |   |     |  |  |  |  |  |  |  |  | 118   | 1º   |
| 1994 | FW16 FW16B | Renault RS6 | G     | Mansell   |     |     |     |     |     |   | Rit |   |     |     |   |    |   | Rit | 4 | 1   |  |  |  |  |  |  |  |  | 118   | 1º   |

| Anno | Vettura    | Motore      | Gomme | Piloti    |     |     |   |     |     |     |   |     |     |   |     |     |   |     |   |     |     |  |  |  |  |  |  |  | Punti | Pos. |
| ---- | ---------- | ----------- | ----- | --------- | --- | --- | - | --- | --- | --- | - | --- | --- | - | --- | --- | - | --- | - | --- | --- |  |  |  |  |  |  |  | ----- | ---- |
| 1995 | FW17 FW17B | Renault RS7 | G     | Hill      | Rit | 1   | 1 | 4   | 2   | Rit | 2 | Rit | Rit | 1 | 2   | Rit | 3 | Rit | 3 | Rit | 1   |  |  |  |  |  |  |  | 112   | 2º   |
| 1995 | FW17 FW17B | Renault RS7 | G     | Coulthard | 2   | Rit | 4 | Rit | Rit | Rit | 3 | 3   | 2   | 2 | Rit | Rit | 1 | 3   | 2 | Rit | Rit |  |  |  |  |  |  |  | 112   | 2º   |

| Anno | Vettura | Motore      | Gomme | Piloti     |   |     |   |   |     |     |     |   |   |     |   |   |   |     |   |     |  |  |  |  |  |  |  |  | Punti | Pos. |
| ---- | ------- | ----------- | ----- | ---------- | - | --- | - | - | --- | --- | --- | - | - | --- | - | - | - | --- | - | --- |  |  |  |  |  |  |  |  | ----- | ---- |
| 1996 | FW18    | Renault RS8 | G     | Hill       | 1 | 1   | 1 | 4 | 1   | Rit | Rit | 1 | 1 | Rit | 1 | 2 | 5 | Rit | 2 | 1   |  |  |  |  |  |  |  |  | 175   | 1º   |
| 1996 | FW18    | Renault RS8 | G     | Villeneuve | 2 | Rit | 2 | 1 | 11* | Rit | 3   | 2 | 2 | 1   | 3 | 1 | 2 | 7   | 1 | Rit |  |  |  |  |  |  |  |  | 175   | 1º   |

| Anno | Vettura | Motore           | Gomme | Piloti     |     |   |     |     |     |   |     |   |     |     |     |   |   |   |   |    |   |  |  |  |  |  |  |  | Punti | Pos. |
| ---- | ------- | ---------------- | ----- | ---------- | --- | - | --- | --- | --- | - | --- | - | --- | --- | --- | - | - | - | - | -- | - |  |  |  |  |  |  |  | ----- | ---- |
| 1997 | FW19    | Renault RS9 RS9B | G     | Villeneuve | Rit | 1 | 1   | Rit | Rit | 1 | Rit | 4 | 1   | Rit | 1   | 5 | 5 | 1 | 1 | SQ | 3 |  |  |  |  |  |  |  | 123   | 1º   |
| 1997 | FW19    | Renault RS9 RS9B | G     | Frentzen   | 8*  | 9 | Rit | 1   | Rit | 8 | 4   | 2 | Rit | Rit | Rit | 3 | 3 | 3 | 3 | 2  | 6 |  |  |  |  |  |  |  | 123   | 1º   |

| Anno | Vettura | Motore             | Gomme | Piloti     |   |   |     |   |   |     |     |     |     |     |   |   |     |     |   |   |  |  |  |  |  |  |  |  | Punti | Pos. |
| ---- | ------- | ------------------ | ----- | ---------- | - | - | --- | - | - | --- | --- | --- | --- | --- | - | - | --- | --- | - | - |  |  |  |  |  |  |  |  | ----- | ---- |
| 1998 | FW20    | Mecachrome GC37-01 | G     | Villeneuve | 5 | 7 | Rit | 4 | 6 | 5   | 10  | 4   | 7   | 6   | 3 | 3 | Rit | Rit | 8 | 6 |  |  |  |  |  |  |  |  | 38    | 3º   |
| 1998 | FW20    | Mecachrome GC37-01 | G     | Frentzen   | 3 | 5 | 9   | 5 | 8 | Rit | Rit | 15* | Rit | Rit | 9 | 5 | 4   | 7   | 5 | 5 |  |  |  |  |  |  |  |  | 38    | 3º   |

| Anno | Vettura | Motore        | Gomme | Piloti     |     |     |     |     |     |     |     |    |     |     |     |   |   |     |     |     |  |  |  |  |  |  |  |  | Punti | Pos. |
| ---- | ------- | ------------- | ----- | ---------- | --- | --- | --- | --- | --- | --- | --- | -- | --- | --- | --- | - | - | --- | --- | --- |  |  |  |  |  |  |  |  | ----- | ---- |
| 1999 | FW21    | Supertec FB01 | B     | Zanardi    | Rit | Rit | 11* | 8   | Rit | Rit | Rit | 11 | Rit | Rit | Rit | 8 | 7 | Rit | 10  | Rit |  |  |  |  |  |  |  |  | 35    | 5º   |
| 1999 | FW21    | Supertec FB01 | B     | Schumacher | 3   | 4   | Rit | Rit | 5   | 4   | 4   | 3  | Rit | 4   | 9   | 5 | 2 | 4   | Rit | 5   |  |  |  |  |  |  |  |  | 35    | 5º   |

| Anno | Vettura | Motore  | Gomme | Piloti     |     |   |     |   |     |     |     |     |   |     |   |   |   |     |     |     |     |  |  |  |  |  |  |  | Punti | Pos. |
| ---- | ------- | ------- | ----- | ---------- | --- | - | --- | - | --- | --- | --- | --- | - | --- | - | - | - | --- | --- | --- | --- |  |  |  |  |  |  |  | ----- | ---- |
| 2000 | FW22    | BMW E41 | B     | Schumacher | 3   | 5 | Rit | 4 | 4   | Rit | Rit | 14* | 5 | Rit | 7 | 5 | 3 | 3   | Rit | Rit | Rit |  |  |  |  |  |  |  | 36    | 3º   |
| 2000 | FW22    | BMW E41 | B     | Button     | Rit | 6 | Rit | 5 | 17* | 10* | Rit | 11  | 8 | 5   | 4 | 9 | 5 | Rit | Rit | 5   | Rit |  |  |  |  |  |  |  | 36    | 3º   |

| Anno | Vettura | Motore  | Gomme | Piloti     |     |     |     |     |     |     |     |     |   |     |     |     |   |     |   |     |   |  |  |  |  |  |  |  | Punti | Pos. |
| ---- | ------- | ------- | ----- | ---------- | --- | --- | --- | --- | --- | --- | --- | --- | - | --- | --- | --- | - | --- | - | --- | - |  |  |  |  |  |  |  | ----- | ---- |
| 2001 | FW23    | BMW P80 | M     | Schumacher | Rit | 5   | Rit | 1   | Rit | Rit | Rit | 1   | 4 | 2   | Rit | 1   | 4 | 7   | 3 | Rit | 6 |  |  |  |  |  |  |  | 80    | 3º   |
| 2001 | FW23    | BMW P80 | M     | Montoya    | Rit | Rit | Rit | Rit | 2   | Rit | Rit | Rit | 2 | Rit | 4   | Rit | 8 | Rit | 1 | Rit | 2 |  |  |  |  |  |  |  | 80    | 3º   |

| Anno | Vettura | Motore  | Gomme | Piloti     |     |   |   |   |     |   |     |     |     |   |   |   |    |   |     |    |     |  |  |  |  |  |  |  | Punti | Pos. |
| ---- | ------- | ------- | ----- | ---------- | --- | - | - | - | --- | - | --- | --- | --- | - | - | - | -- | - | --- | -- | --- |  |  |  |  |  |  |  | ----- | ---- |
| 2002 | FW24    | BMW P82 | M     | Schumacher | Rit | 1 | 2 | 3 | 11* | 4 | 3   | 7   | 4   | 8 | 5 | 3 | 3  | 5 | Rit | 16 | 11* |  |  |  |  |  |  |  | 92    | 2º   |
| 2002 | FW24    | BMW P82 | M     | Montoya    | 2   | 2 | 5 | 4 | 2   | 3 | Rit | Rit | Rit | 3 | 4 | 2 | 11 | 3 | Rit | 4  | 4   |  |  |  |  |  |  |  | 92    | 2º   |

| Anno | Vettura | Motore  | Gomme | Piloti     |   |    |     |   |   |     |   |   |   |   |   |     |   |    |     |     |  |  |  |  |  |  |  |  | Punti | Pos. |
| ---- | ------- | ------- | ----- | ---------- | - | -- | --- | - | - | --- | - | - | - | - | - | --- | - | -- | --- | --- |  |  |  |  |  |  |  |  | ----- | ---- |
| 2003 | FW25    | BMW P83 | M     | Montoya    | 2 | 12 | Rit | 7 | 4 | Rit | 1 | 3 | 2 | 2 | 2 | 1   | 3 | 2  | 6   | Rit |  |  |  |  |  |  |  |  | 144   | 2º   |
| 2003 | FW25    | BMW P83 | M     | Schumacher | 8 | 4  | 7   | 4 | 5 | 6   | 4 | 2 | 1 | 1 | 9 | Rit | 4 | SP | Rit | 12  |  |  |  |  |  |  |  |  | 144   | 2º   |
| 2003 | FW25    | BMW P83 | M     | Gené       |   |    |     |   |   |     |   |   |   |   |   |     |   | 5  |     |     |  |  |  |  |  |  |  |  | 144   | 2º   |

| Anno | Vettura | Motore  | Gomme | Piloti     |   |     |    |   |     |     |     |    |     |     |     |     |     |     |     |     |   |   |  |  |  |  |  |  | Punti | Pos. |
| ---- | ------- | ------- | ----- | ---------- | - | --- | -- | - | --- | --- | --- | -- | --- | --- | --- | --- | --- | --- | --- | --- | - | - |  |  |  |  |  |  | ----- | ---- |
| 2004 | FW26    | BMW P84 | M     | Montoya    | 5 | 2   | 13 | 3 | Rit | 4   | 8   | SQ | SQ  | 8   | 5   | 5   | 4   | Rit | 5   | 5   | 7 | 1 |  |  |  |  |  |  | 88    | 4º   |
| 2004 | FW26    | BMW P84 | M     | Schumacher | 4 | Rit | 7  | 7 | 6   | 10* | Rit | SQ | Rit | INF | INF | INF | INF | INF | INF | Rit | 2 | 5 |  |  |  |  |  |  | 88    | 4º   |
| 2004 | FW26    | BMW P84 | M     | Gené       |   |     |    |   |     |     |     |    |     | 10  | 12  |     |     |     |     |     |   |   |  |  |  |  |  |  | 88    | 4º   |
| 2004 | FW26    | BMW P84 | M     | Pizzonia   |   |     |    |   |     |     |     |    |     |     |     | 7   | 7   | Rit | 7   |     |   |   |  |  |  |  |  |  | 88    | 4º   |

| Anno | Vettura | Motore    | Gomme | Piloti   |     |     |     |   |    |   |     |     |    |    |    |    |   |     |    |     |     |     |     |  |  |  |  |  | Punti | Pos. |
| ---- | ------- | --------- | ----- | -------- | --- | --- | --- | - | -- | - | --- | --- | -- | -- | -- | -- | - | --- | -- | --- | --- | --- | --- |  |  |  |  |  | ----- | ---- |
| 2005 | FW27    | BMW P84-5 | M     | Webber   | 5   | Rit | 6   | 7 | 6  | 3 | Rit | 5   | NP | 12 | 11 | NC | 7 | Rit | 14 | 4   | NC  | 4   | 7   |  |  |  |  |  | 66    | 5º   |
| 2005 | FW27    | BMW P84-5 | M     | Heidfeld | Rit | 3   | Rit | 6 | 10 | 2 | 2   | Rit | NP | 14 | 12 | 11 | 6 | Rit | SP | INF | INF | INF | INF |  |  |  |  |  | 66    | 5º   |
| 2005 | FW27    | BMW P84-5 | M     | Pizzonia |     |     |     |   |    |   |     |     |    |    |    |    |   |     | 7  | 15* | Rit | Rit | 13* |  |  |  |  |  | 66    | 5º   |

| Anno | Vettura | Motore          | Gomme | Piloti     |   |     |     |    |     |    |     |     |     |     |     |     |     |     |     |    |     |     |  |  |  |  |  |  | Punti | Pos. |
| ---- | ------- | --------------- | ----- | ---------- | - | --- | --- | -- | --- | -- | --- | --- | --- | --- | --- | --- | --- | --- | --- | -- | --- | --- |  |  |  |  |  |  | ----- | ---- |
| 2006 | FW28    | Cosworth CA2006 | B     | Webber     | 6 | Rit | Rit | 6  | Rit | 9  | Rit | Rit | 12  | Rit | Rit | Rit | Rit | 10  | 10  | 8  | Rit | Rit |  |  |  |  |  |  | 11    | 8º   |
| 2006 | FW28    | Cosworth CA2006 | B     | N. Rosberg | 7 | Rit | Rit | 11 | 7   | 11 | Rit | 9   | Rit | 9   | 14  | Rit | Rit | Rit | Rit | 11 | 10  | Rit |  |  |  |  |  |  | 11    | 8º   |

| Anno | Vettura | Motore        | Gomme | Piloti     |     |     |    |     |    |    |     |    |    |     |    |    |    |     |     |    |    |  |  |  |  |  |  |  | Punti | Pos. |
| ---- | ------- | ------------- | ----- | ---------- | --- | --- | -- | --- | -- | -- | --- | -- | -- | --- | -- | -- | -- | --- | --- | -- | -- |  |  |  |  |  |  |  | ----- | ---- |
| 2007 | FW29    | Toyota RVX-07 | B     | N. Rosberg | 7   | Rit | 10 | 6   | 12 | 10 | 16* | 9  | 12 | Rit | 7  | 7  | 6  | 6   | Rit | 16 | 4  |  |  |  |  |  |  |  | 33    | 4º   |
| 2007 | FW29    | Toyota RVX-07 | B     | Wurz       | Rit | 9   | 11 | Rit | 7  | 3  | 10  | 14 | 13 | 4   | 14 | 11 | 13 | Rit | Rit | 12 |    |  |  |  |  |  |  |  | 33    | 4º   |
| 2007 | FW29    | Toyota RVX-07 | B     | Nakajima   |     |     |    |     |    |    |     |    |    |     |    |    |    |     |     |    | 10 |  |  |  |  |  |  |  | 33    | 4º   |

| Anno | Vettura | Motore        | Gomme | Piloti     |   |    |    |     |     |     |     |    |   |    |    |    |    |    |   |    |    |    |  |  |  |  |  |  | Punti | Pos. |
| ---- | ------- | ------------- | ----- | ---------- | - | -- | -- | --- | --- | --- | --- | -- | - | -- | -- | -- | -- | -- | - | -- | -- | -- |  |  |  |  |  |  | ----- | ---- |
| 2008 | FW30    | Toyota RVX-08 | B     | N. Rosberg | 3 | 14 | 8  | Rit | 8   | Rit | 10  | 16 | 9 | 10 | 14 | 8  | 12 | 14 | 2 | 11 | 15 | 12 |  |  |  |  |  |  | 26    | 8º   |
| 2008 | FW30    | Toyota RVX-08 | B     | Nakajima   | 6 | 17 | 14 | 7   | Rit | 7   | Rit | 15 | 8 | 14 | 13 | 15 | 14 | 12 | 8 | 15 | 12 | 17 |  |  |  |  |  |  | 26    | 8º   |

| Anno | Vettura | Motore        | Gomme | Piloti     |     |    |     |     |    |     |    |    |    |   |     |    |    |    |    |     |    |  |  |  |  |  |  |  | Punti | Pos. |
| ---- | ------- | ------------- | ----- | ---------- | --- | -- | --- | --- | -- | --- | -- | -- | -- | - | --- | -- | -- | -- | -- | --- | -- |  |  |  |  |  |  |  | ----- | ---- |
| 2009 | FW31    | Toyota RVX-09 | B     | N. Rosberg | 6   | 8  | 15  | 9   | 8  | 6   | 5  | 5  | 4  | 4 | 5   | 8  | 16 | 11 | 5  | Rit | 9  |  |  |  |  |  |  |  | 34,5  | 7º   |
| 2009 | FW31    | Toyota RVX-09 | B     | Nakajima   | Rit | 12 | Rit | Rit | 13 | 15* | 12 | 11 | 12 | 9 | 18* | 13 | 10 | 9  | 15 | Rit | 13 |  |  |  |  |  |  |  | 34,5  | 7º   |

| Anno | Vettura | Motore          | Gomme | Piloti      |    |     |    |    |    |     |    |    |     |    |    |    |     |    |    |     |    |    |    |  |  |  |  |  | Punti | Pos. |
| ---- | ------- | --------------- | ----- | ----------- | -- | --- | -- | -- | -- | --- | -- | -- | --- | -- | -- | -- | --- | -- | -- | --- | -- | -- | -- |  |  |  |  |  | ----- | ---- |
| 2010 | FW32    | Cosworth CA2010 | B     | Barrichello | 10 | 8   | 12 | 12 | 9  | Rit | 14 | 14 | 4   | 5  | 12 | 10 | Rit | 10 | 6  | 9   | 7  | 14 | 12 |  |  |  |  |  | 69    | 6º   |
| 2010 | FW32    | Cosworth CA2010 | B     | Hülkenberg  | 14 | Rit | 10 | 15 | 16 | Rit | 17 | 13 | Rit | 10 | 13 | 6  | 14  | 7  | 10 | Rit | 10 | 8  | 16 |  |  |  |  |  | 69    | 6º   |

| Anno | Vettura | Motore          | Gomme | Piloti      |     |     |    |    |    |     |     |    |    |     |    |    |    |    |    |     |     |    |     |  |  |  |  |  | Punti | Pos. |
| ---- | ------- | --------------- | ----- | ----------- | --- | --- | -- | -- | -- | --- | --- | -- | -- | --- | -- | -- | -- | -- | -- | --- | --- | -- | --- |  |  |  |  |  | ----- | ---- |
| 2011 | FW33    | Cosworth CA2011 | P     | Barrichello | Rit | Rit | 13 | 15 | 17 | 9   | 9   | 12 | 13 | Rit | 13 | 16 | 12 | 13 | 17 | 12  | 15  | 12 | 14  |  |  |  |  |  | 5     | 9º   |
| 2011 | FW33    | Cosworth CA2011 | P     | Maldonado   | Rit | Rit | 18 | 17 | 15 | 18* | Rit | 18 | 14 | 14  | 16 | 10 | 11 | 11 | 14 | Rit | Rit | 14 | Rit |  |  |  |  |  | 5     | 9º   |

| Anno | Vettura | Motore            | Gomme | Piloti    |     |     |   |     |     |     |    |    |    |    |    |     |    |     |    |    |    |   |    |     |  |  |  |  | Punti | Pos. |
| ---- | ------- | ----------------- | ----- | --------- | --- | --- | - | --- | --- | --- | -- | -- | -- | -- | -- | --- | -- | --- | -- | -- | -- | - | -- | --- |  |  |  |  | ----- | ---- |
| 2012 | FW34    | Renault RS27-2012 | P     | Maldonado | 13* | 19* | 8 | Rit | 1   | Rit | 13 | 12 | 16 | 15 | 13 | Rit | 11 | Rit | 8  | 14 | 16 | 5 | 9  | Rit |  |  |  |  | 76    | 8º   |
| 2012 | FW34    | Renault RS27-2012 | P     | B. Senna  | 16* | 6   | 7 | 22* | Rit | 10  | 17 | 10 | 9  | 17 | 7  | 12  | 10 | 18* | 14 | 15 | 10 | 8 | 10 | Rit |  |  |  |  | 76    | 8º   |

| Anno | Vettura | Motore            | Gomme | Piloti    |     |     |    |    |    |     |    |    |    |     |    |    |    |    |    |    |    |    |     |  |  |  |  |  | Punti | Pos. |
| ---- | ------- | ----------------- | ----- | --------- | --- | --- | -- | -- | -- | --- | -- | -- | -- | --- | -- | -- | -- | -- | -- | -- | -- | -- | --- |  |  |  |  |  | ----- | ---- |
| 2013 | FW35    | Renault RS27-2013 | P     | Maldonado | Rit | Rit | 14 | 11 | 14 | Rit | 16 | 11 | 15 | 10  | 17 | 14 | 11 | 13 | 16 | 12 | 11 | 17 | 16  |  |  |  |  |  | 5     | 9º   |
| 2013 | FW35    | Renault RS27-2013 | P     | Bottas    | 14  | 11  | 13 | 14 | 16 | 12  | 14 | 12 | 16 | Rit | 15 | 15 | 13 | 12 | 17 | 16 | 15 | 8  | Rit |  |  |  |  |  | 5     | 9º   |

| Anno | Vettura | Motore          | Gomme | Piloti |     |   |   |    |    |     |     |   |     |     |   |    |   |    |   |    |   |    |   |  |  |  |  |  | Punti | Pos. |
| ---- | ------- | --------------- | ----- | ------ | --- | - | - | -- | -- | --- | --- | - | --- | --- | - | -- | - | -- | - | -- | - | -- | - |  |  |  |  |  | ----- | ---- |
| 2014 | FW36    | Mercedes PU106A | P     | Massa  | Rit | 7 | 7 | 15 | 13 | 7   | 12* | 4 | Rit | Rit | 5 | 13 | 3 | 5  | 7 | 11 | 4 | 3  | 2 |  |  |  |  |  | 320   | 3º   |
| 2014 | FW36    | Mercedes PU106A | P     | Bottas | 5   | 8 | 8 | 7  | 5  | Rit | 7   | 3 | 2   | 2   | 8 | 3  | 4 | 11 | 6 | 3  | 5 | 10 | 3 |  |  |  |  |  | 320   | 3º   |

| Anno | Vettura | Motore          | Gomme | Piloti |    |   |   |    |   |    |   |   |   |    |   |   |     |    |     |     |   |    |    |  |  |  |  |  | Punti | Pos. |
| ---- | ------- | --------------- | ----- | ------ | -- | - | - | -- | - | -- | - | - | - | -- | - | - | --- | -- | --- | --- | - | -- | -- |  |  |  |  |  | ----- | ---- |
| 2015 | FW37    | Mercedes PU106B | P     | Massa  | 4  | 6 | 5 | 10 | 6 | 15 | 6 | 3 | 4 | 12 | 6 | 3 | Rit | 17 | 4   | Rit | 6 | SQ | 8  |  |  |  |  |  | 257   | 3º   |
| 2015 | FW37    | Mercedes PU106B | P     | Bottas | NP | 5 | 6 | 4  | 4 | 14 | 3 | 5 | 5 | 13 | 9 | 4 | 5   | 5  | 12* | Rit | 3 | 5  | 13 |  |  |  |  |  | 257   | 3º   |

| Anno | Vettura | Motore          | Gomme | Piloti |   |   |    |   |   |    |     |    |     |    |    |     |    |   |     |    |    |    |   |     |     |  |  |  | Punti | Pos. |
| ---- | ------- | --------------- | ----- | ------ | - | - | -- | - | - | -- | --- | -- | --- | -- | -- | --- | -- | - | --- | -- | -- | -- | - | --- | --- |  |  |  | ----- | ---- |
| 2016 | FW38    | Mercedes PU106C | P     | Massa  | 5 | 8 | 6  | 5 | 8 | 10 | Rit | 10 | 20* | 11 | 18 | Rit | 10 | 9 | 12  | 13 | 9  | 7  | 9 | Rit | 9   |  |  |  | 138   | 5º   |
| 2016 | FW38    | Mercedes PU106C | P     | Bottas | 8 | 9 | 10 | 4 | 5 | 12 | 3   | 6  | 9   | 14 | 9  | 9   | 8  | 6 | Rit | 5  | 10 | 16 | 8 | 11  | Rit |  |  |  | 138   | 5º   |

| Anno | Vettura | Motore                 | Gomme | Piloti   |     |     |     |    |    |     |     |     |    |    |     |    |   |    |   |     |    |    |    |    |  |  |  |  | Punti | Pos. |
| ---- | ------- | ---------------------- | ----- | -------- | --- | --- | --- | -- | -- | --- | --- | --- | -- | -- | --- | -- | - | -- | - | --- | -- | -- | -- | -- |  |  |  |  | ----- | ---- |
| 2017 | FW40    | Mercedes M08 EQ Power+ | P     | Massa    | 6   | 14  | 6   | 9  | 13 | 9   | Rit | Rit | 9  | 10 | SP  | 8  | 8 | 11 | 9 | 10  | 9  | 11 | 7  | 10 |  |  |  |  | 83    | 5º   |
| 2017 | FW40    | Mercedes M08 EQ Power+ | P     | Di Resta |     |     |     |    |    |     |     |     |    |    | Rit |    |   |    |   |     |    |    |    |    |  |  |  |  | 83    | 5º   |
| 2017 | FW40    | Mercedes M08 EQ Power+ | P     | Stroll   | Rit | Rit | Rit | 11 | 16 | 15* | 9   | 3   | 10 | 16 | 14  | 11 | 7 | 8  | 8 | Rit | 11 | 6  | 16 | 18 |  |  |  |  | 83    | 5º   |

| Anno | Vettura | Motore                 | Gomme | Piloti   |     |    |    |     |    |    |     |     |    |    |     |    |    |    |    |    |    |    |    |    |    |  |  |  | Punti | Pos. |
| ---- | ------- | ---------------------- | ----- | -------- | --- | -- | -- | --- | -- | -- | --- | --- | -- | -- | --- | -- | -- | -- | -- | -- | -- | -- | -- | -- | -- |  |  |  | ----- | ---- |
| 2018 | FW41    | Mercedes M09 EQ Power+ | P     | Stroll   | 14  | 14 | 14 | 8   | 11 | 17 | Rit | 17* | 14 | 12 | Rit | 17 | 13 | 9  | 14 | 15 | 17 | 14 | 12 | 18 | 13 |  |  |  | 7     | 10º  |
| 2018 | FW41    | Mercedes M09 EQ Power+ | P     | Sirotkin | Rit | 15 | 15 | Rit | 14 | 16 | 17  | 15  | 13 | 14 | Rit | 16 | 12 | 10 | 19 | 18 | 16 | 13 | 13 | 16 | 15 |  |  |  | 7     | 10º  |

| Anno | Vettura | Motore                 | Gomme | Piloti  |    |    |    |    |    |    |    |    |    |    |    |    |    |    |     |     |    |    |     |    |    |  |  |  | Punti | Pos. |
| ---- | ------- | ---------------------- | ----- | ------- | -- | -- | -- | -- | -- | -- | -- | -- | -- | -- | -- | -- | -- | -- | --- | --- | -- | -- | --- | -- | -- |  |  |  | ----- | ---- |
| 2019 | FW42    | Mercedes M10 EQ Power+ | P     | Russell | 16 | 15 | 16 | 15 | 17 | 15 | 16 | 19 | 18 | 14 | 11 | 16 | 15 | 14 | Rit | Rit | 16 | 16 | 17  | 12 | 17 |  |  |  | 1     | 10º  |
| 2019 | FW42    | Mercedes M10 EQ Power+ | P     | Kubica  | 17 | 16 | 17 | 16 | 18 | 18 | 18 | 18 | 20 | 15 | 10 | 19 | 17 | 17 | 16  | Rit | 17 | 18 | Rit | 16 | 19 |  |  |  | 1     | 10º  |

| Anno | Vettura | Motore                      | Gomme | Piloti  |     |    |    |    |    |    |     |    |     |    |     |    |     |     |    |     |    |  |  |  |  |  |  |  | Punti | Pos. |
| ---- | ------- | --------------------------- | ----- | ------- | --- | -- | -- | -- | -- | -- | --- | -- | --- | -- | --- | -- | --- | --- | -- | --- | -- |  |  |  |  |  |  |  | ----- | ---- |
| 2020 | FW43    | Mercedes M11 EQ Performance | P     | Russell | Rit | 16 | 18 | 12 | 18 | 17 | Rit | 14 | 11  | 18 | Rit | 14 | Rit | 16  | 12 |     | 15 |  |  |  |  |  |  |  | 0     | 10º  |
| 2020 | FW43    | Mercedes M11 EQ Performance | P     | Aitken  |     |    |    |    |    |    |     |    |     |    |     |    |     |     |    | 16  |    |  |  |  |  |  |  |  | 0     | 10º  |
| 2020 | FW43    | Mercedes M11 EQ Performance | P     | Latifi  | 11  | 17 | 19 | 15 | 19 | 18 | 16  | 11 | Rit | 16 | 14  | 18 | 11  | Rit | 14 | Rit | 17 |  |  |  |  |  |  |  | 0     | 10º  |

| Anno | Vettura | Motore                     | Gomme | Piloti  |     |     |    |    |    |     |    |     |    |    |   |   |     |    |     |    |    |    |    |     |     |     |  |  | Punti | Pos. |
| ---- | ------- | -------------------------- | ----- | ------- | --- | --- | -- | -- | -- | --- | -- | --- | -- | -- | - | - | --- | -- | --- | -- | -- | -- | -- | --- | --- | --- |  |  | ----- | ---- |
| 2021 | FW43B   | Mercedes M12 E Performance | P     | Russell | 14  | Rit | 16 | 14 | 14 | 17* | 12 | Rit | 11 | 12 | 8 | 2 | 17* | 9  | 10  | 15 | 14 | 16 | 13 | 17  | Rit | Rit |  |  | 23    | 8º   |
| 2021 | FW43B   | Mercedes M12 E Performance | P     | Latifi  | 18* | Rit | 18 | 16 | 15 | 16  | 18 | 17  | 16 | 14 | 7 | 9 | 16  | 11 | 19* | 17 | 15 | 17 | 16 | Rit | 12  | Rit |  |  | 23    | 8º   |

| Anno | Vettura | Motore                     | Gomme | Piloti   |    |     |    |    |    |    |     |    |    |     |     |     |    |    |    |    |     |     |    |    |    |     |  |  | Punti | Pos. |
| ---- | ------- | -------------------------- | ----- | -------- | -- | --- | -- | -- | -- | -- | --- | -- | -- | --- | --- | --- | -- | -- | -- | -- | --- | --- | -- | -- | -- | --- |  |  | ----- | ---- |
| 2022 | FW44    | Mercedes M13 E Performance | P     | Albon    | 13 | 14* | 10 | 11 | 9  | 18 | Rit | 12 | 13 | Rit | 12  | 13  | 17 | 10 | 12 | SP | Rit | Rit | 13 | 12 | 15 | 13  |  |  | 8     | 10º  |
| 2022 | FW44    | Mercedes M13 E Performance | P     | De Vries |    |     |    |    |    |    |     |    |    |     |     |     |    |    |    | 9  |     |     |    |    |    |     |  |  | 8     | 10º  |
| 2022 | FW44    | Mercedes M13 E Performance | P     | Latifi   | 16 | Rit | 16 | 16 | 14 | 16 | 15  | 15 | 16 | 12  | Rit | Rit | 18 | 18 | 18 | 15 | Rit | 9   | 17 | 18 | 16 | 19* |  |  | 8     | 10º  |

| Anno | Vettura | Motore                     | Gomme | Piloti   |    |     |     |    |    |    |    |     |    |    |     |    |     |    |    |     |     |    |     |     |    |    |  |  | Punti | Pos. |
| ---- | ------- | -------------------------- | ----- | -------- | -- | --- | --- | -- | -- | -- | -- | --- | -- | -- | --- | -- | --- | -- | -- | --- | --- | -- | --- | --- | -- | -- |  |  | ----- | ---- |
| 2023 | FW45    | Mercedes M14 E Performance | P     | Albon    | 10 | Rit | Rit | 12 | 14 | 14 | 16 | 7   | 11 | 8  | 11  | 14 | 8   | 7  | 11 | Rit | 137 | 9  | 9   | Rit | 12 | 14 |  |  | 28    | 7º   |
| 2023 | FW45    | Mercedes M14 E Performance | P     | Sargeant | 12 | 16  | 16* | 16 | 20 | 18 | 20 | Rit | 13 | 11 | 18* | 17 | Rit | 13 | 14 | Rit | Rit | 10 | 16* | 11  | 16 | 16 |  |  | 28    | 7º   |

| Anno | Vettura | Motore                     | Gomme | Piloti    |    |    |    |     |    |     |     |    |     |    |    |    |    |    |    |    |   |     |    |     |     |     |     |     | Punti | Pos. |
| ---- | ------- | -------------------------- | ----- | --------- | -- | -- | -- | --- | -- | --- | --- | -- | --- | -- | -- | -- | -- | -- | -- | -- | - | --- | -- | --- | --- | --- | --- | --- | ----- | ---- |
| 2024 | FW46    | Mercedes M15 E Performance | P     | Albon     | 15 | 11 | 11 | Rit | 12 | 18  | Rit | 9  | Rit | 18 | 15 | 9  | 14 | 12 | 14 | 9  | 7 | Rit | 16 | Rit | NP  | Rit | 15  | 11  | 17    | 9º   |
| 2024 | FW46    | Mercedes M15 E Performance | P     | Sargeant  | 20 | 14 | SP | 17  | 17 | Rit | 17  | 15 | Rit | 20 | 19 | 11 | 17 | 17 | 16 |    |   |     |    |     |     |     |     |     | 17    | 9º   |
| 2024 | FW46    | Mercedes M15 E Performance | P     | Colapinto |    |    |    |     |    |     |     |    |     |    |    |    |    |    |    | 12 | 8 | 11  | 10 | 12  | Rit | 14  | Rit | Rit | 17    | 9º   |

| Anno | Vettura | Motore                     | Gomme | Piloti    |     |    |    |     |   |   |   |    |     |     |     |    |     |    |  |  |  |  |  |  |  |  |  |  | Punti | Pos. |
| ---- | ------- | -------------------------- | ----- | --------- | --- | -- | -- | --- | - | - | - | -- | --- | --- | --- | -- | --- | -- |  |  |  |  |  |  |  |  |  |  | ----- | ---- |
| 2025 | FW47    | Mercedes M16 E Performance | P     | Albon     | 5   | 7  | 9  | 12  | 9 | 5 | 5 | 9  | Rit | Rit | Rit | 8  | 6   | 15 |  |  |  |  |  |  |  |  |  |  | 70    |      |
| 2025 | FW47    | Mercedes M16 E Performance | P     | Sainz Jr. | Rit | 10 | 14 | Rit | 8 | 9 | 8 | 10 | 14  | 10  | NP  | 12 | 186 | 14 |  |  |  |  |  |  |  |  |  |  | 70    |      |

| Legenda | 1º posto     | 2º posto | 3º posto    | A punti         | Senza punti/Non class.  | Grassetto – Pole position Corsivo – Giro più veloce Apice – Risultato Sprint (A punti) |
| Legenda | Squalificato | Ritirato | Non partito | Non qualificato | Solo prove/Terzo pilota | Grassetto – Pole position Corsivo – Giro più veloce Apice – Risultato Sprint (A punti) |

* – Indica il pilota ritirato ma ugualmente classificato avendo coperto, come previsto dal regolamento, almeno il 90% della distanza di gara.

## Monoposto

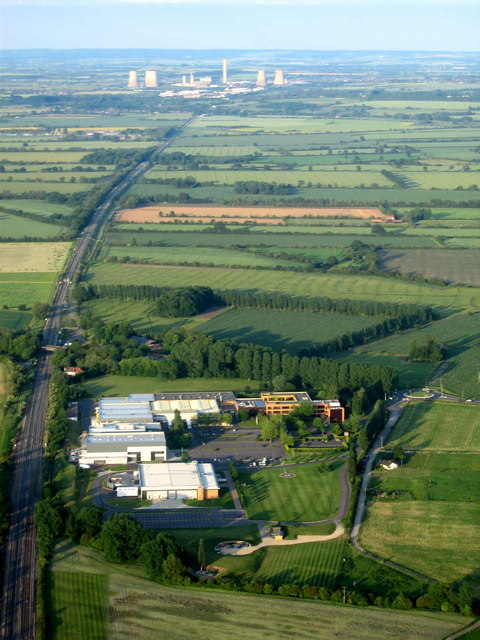
La sede della Williams a Grove

### Formula 1
La numerazione dei modelli Williams F1 inizia con la Williams FW06 del 1978. In precedenza Frank Williams con la sua prima scuderia, la Frank Williams Racing Cars, poi diventata Walter Wolf Racing, aveva costruito altre vetture denominate sia "Williams" (FW, FW04, FW05), sia con altre denominazioni (Iso-Marlboro e Politoys, per motivi di sponsorizzazioni), oltre a utilizzare vetture Brabham, De Tomaso e March.
- March 761 (1977)
- Williams FW06 (1978-1979)
- Williams FW07 (1979-1980) PC nel 1980
- Williams FW07B (1980) PC
- Williams FW07C (1981-1982) C nel 1981
- Williams FW08 (1982) P
- Williams FW08C (1983)
- Williams FW09 (1983-1984)
- Williams FW09B (1984)
- Williams FW10 (1985)
- Williams FW11 (1986) C
- Williams FW11B (1987) PC
- Williams FW12 (1988)
- Williams FW12C (1989)
- Williams FW13 (1989)
- Williams FW13B (1990)
- Williams FW14 (1991)
- Williams FW14B (1992) PC
- Williams FW15C (1993) PC
- Williams FW16 (1994) C
- Williams FW16B (1994) C
- Williams FW17 (1995)
- Williams FW17B (1995)
- Williams FW18 (1996) PC
- Williams FW19 (1997) PC
- Williams FW20 (1998)
- Williams FW21 (1999)
- Williams FW22 (2000)
- Williams FW23 (2001)
- Williams FW24 (2002)
- Williams FW25 (2003)
- Williams FW26 (2004)
- Williams FW27 (2005)
- Williams FW28 (2006)
- Williams FW29 (2007)
- Williams FW30 (2008)
- Williams FW31 (2009)
- Williams FW32 (2010)
- Williams FW33 (2011)
- Williams FW34 (2012)
- Williams FW35 (2013)
- Williams FW36 (2014)
- Williams FW37 (2015)
- Williams FW38 (2016)
- Williams FW40 (2017)
- Williams FW41 (2018)
- Williams FW42 (2019)
- Williams FW43 (2020)
- Williams FW43B (2021)
- Williams FW44 (2022)
- Williams FW45 (2023)
- Williams FW46 (2024)
- Williams FW47 (2025)

Tra parentesi sono indicati i campionati mondiali a cui ha partecipato la vettura. "P" indica che la vettura ha vinto il campionato mondiale piloti, "C" che ha vinto quello costruttori.

### Formula 2
- Williams JPH1 (2009)
- Williams JPH1B (2010-2012)

## Loghi

Il composit logo di Rothmans Williams Renault usato dal 1994 al 1997
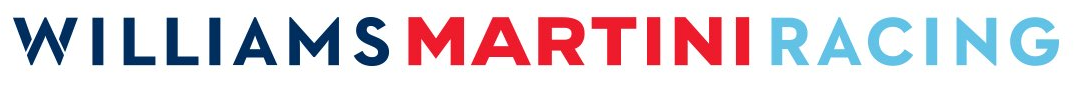
Il composit logo di Williams Martini Racing usato dal 2014 al 2018
Il composit logo di ROKiT Williams Racing usato nella stagione 2019
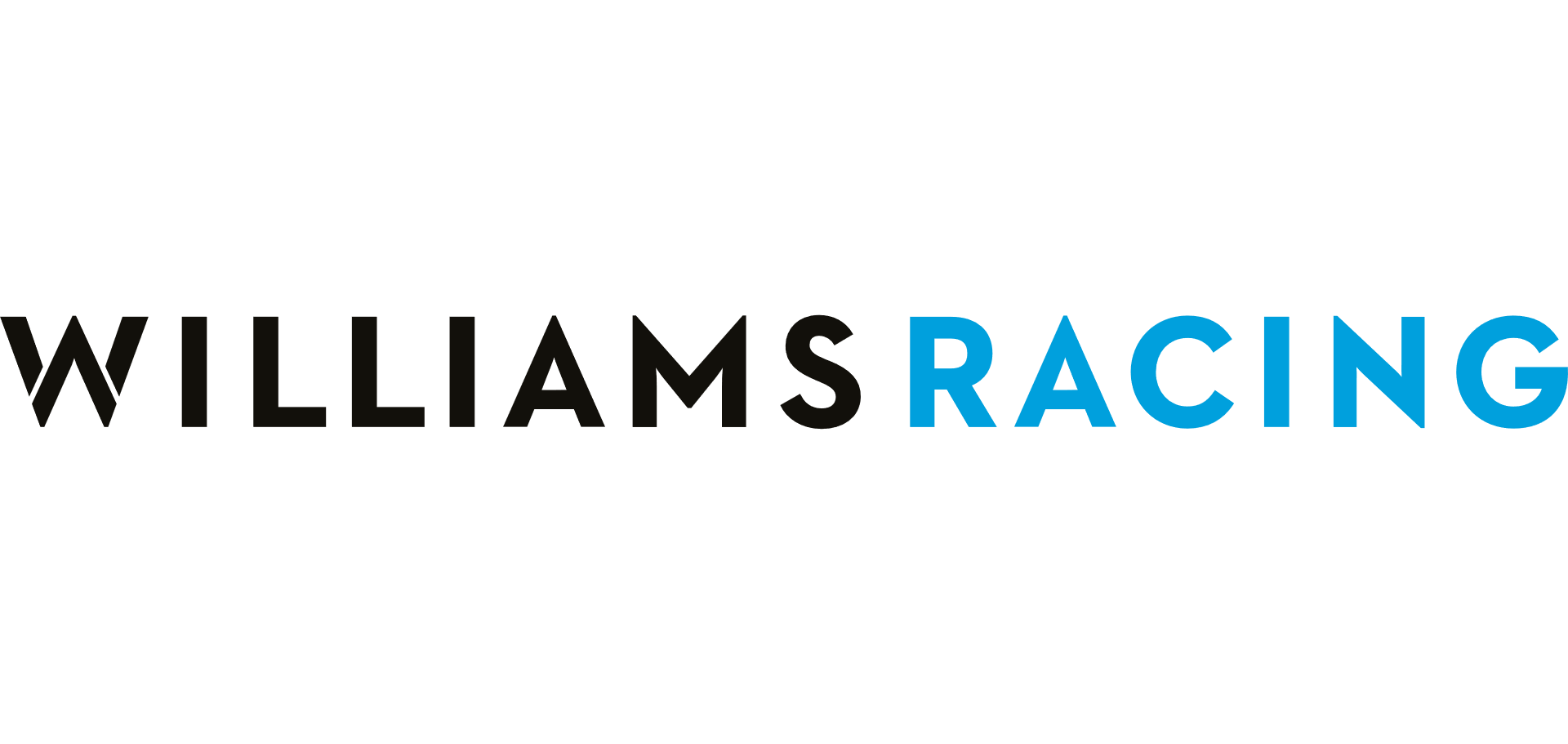
Il wordmark di Williams Racing usato dal 2020 al 2024
Il composit logo di Atlassian Williams Racing in uso dal 2025